# 2013-as Eurovíziós Dalfesztivál
A 2013-as Eurovíziós Dalfesztivál (angolul és svédül: Eurovision Song Contest 2013, franciául: Concours Eurovision de la chanson 2013) volt az ötvennyolcadik Eurovíziós Dalfesztivál. Svédországban rendezték meg, mivel az előző évi dalfesztivált Loreen svéd énekesnő Euphoria című dala nyerte. Két elődöntőt rendeztek, az elsőt 2013. május 14-én, a másodikat pedig május 16-án. A döntő dátuma 2013. május 18. volt. A verseny helyszínét illetően a svédek a győzelmük után azt nyilatkozták, hogy Stockholm vagy Malmö fog otthont adni a fesztiválnak. 2012. július 8-án hivatalossá vált, hogy Malmőben lesz megrendezve a verseny.
A dalfesztiválon 39 ország vett részt, beleértve Örményországot is, amely utoljára 2011-ben volt résztvevő. Bosznia-Hercegovina, Portugália, Szlovákia és Törökország még a verseny előtt visszalépett. A magyar induló ByeAlex volt, aki a Kedvesem (Zoohacker Remix) című számával nyerte meg A Dal című válogatót. ByeAlex az Eurovíziós Dalfesztivál döntőjében 84 ponttal a tizedik helyet érte el, ami a harmadik legjobb helyezés, amit magyar versenyző el tudott érni a dalfesztiválok addigi történetében.
A verseny győztese a Dániát képviselő Emmelie de Forest lett, aki 281 pontot gyűjtve nyerte meg a döntőt. Az Only Teardrops című dal emellett nyolc országtól kapta meg a maximális 12 pontot. A 2013-as elődöntőket és a döntőt százhetvenmillió ember látta.

## A helyszín és a verseny témája
| Svédország Stockholm (Solna) Malmö |

A verseny helyszíne Stockholm és Malmö között dőlt el, végül 2012. július 8-án hivatalossá vált, hogy a malmői, 15 500 férőhelyes Malmö Aréna ad otthont a dalversenynek. Korábban még Göteborg is a lehetséges helyszínek között szerepelt. Az 1992-es Eurovíziós Dalfesztiválnak is Malmö adott otthont, bár akkor az Isstadionban volt megrendezve, illetve később, 2024-ben ismét a Malmö Aréna lett a dalfesztivál helyszíne.
Az Eurovíziós Dalfesztivál emblémájának fő eleme egy pillangó, ami a pillangóeffektus szimbólumaként jelenik meg a logóban. Manapság már a tudomány tudja, hogy kis dolgok sok mindent meg tudnak mozgatni. Egy pillangószárny el tud indítani akár egy hurrikánt is – legalábbis elméletben. A pillangóknak egy nevük van, de mégis létezik ezer különböző formájú, fajtájú és színű, csakúgy, mint az Eurovíziós Dalfesztivál, melyet a gazdag nemzeti sokszínűség jellemez. Ezek mellett azt is jelképezi még, hogy májusban emberek milliói gyűlnek össze Malmőben, hogy megünnepeljék sokszínűségüket. Ha mindannyian együttműködünk, bármit el tudunk érni, mivel „Egyek vagyunk”. Így lett a verseny mottója „We are one!”
A dalversenynek 1995 óta először nem kettő, három, vagy négy, hanem egy házigazdája volt, Petra Mede személyében.

## A résztvevők

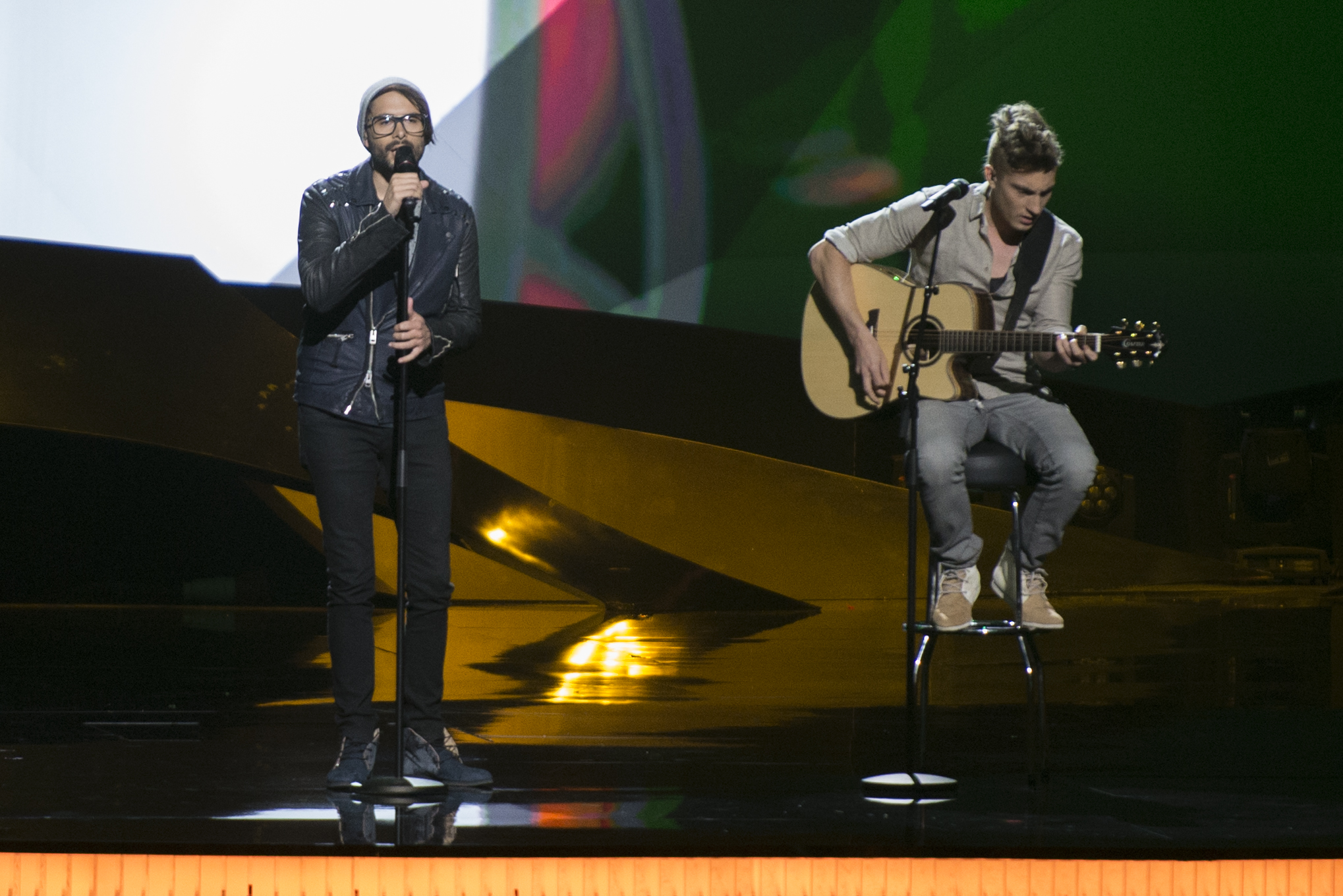
ByeAlex a második elődöntőben

Csehországban ismételten felvetődött a kérdése egy lehetséges visszatérésnek, de a Česká Televize döntése alapján 2010 után ez volt sorozatban a negyedik verseny, amelytől távol maradnak. Nem küldött versenyzőt Monaco sem, amely eddig utoljára 2006-ban szerepelt, de a 2010 óta távol maradó Andorra, az 1993-ban utoljára részt vevő Luxemburg és a verseny eddigi egyetlen afrikai résztvevője, Marokkó sem. A tavalyi évet politikai okokból kihagyni kényszerülő Örményország visszatért, ellentétben a 2012-ben financiális hiányokra hivatkozó Lengyelországgal, akik az előzetes találgatásokkal és bejelentésekkel szemben sem indultak el a versenyen. Legutóbb mindkét ország a 2011-es Eurovíziós Dalfesztiválon képviseltette magát. Portugália negyvenhatszor vett részt eddig az Eurovíziós Dalversenyen, ám majdhogy fél évszázadnyi versenyzés után, pénzügyi okok miatt visszaléptek. Eddigi legjobb helyezésük egy hatodik hely 1996-ból. A portugálokhoz hasonlóan Szlovákia sem delegált versenyzőt Malmőbe; négy év folyamatos részvétel után először nem volt szlovák indulója a versenynek. Ezentúl még a bosnyák közmédiát ért megszorításoknak köszönhetően Bosznia-Hercegovina sem delegált versenyzőt Malmőbe, bár egy másik műsorsugárzó bejelentette, hogy szívesen neveznének indulót, de ez nem járt sikerrel. Bosznia-Hercegovinával egy napon jelentette be a török műsorsugárzó, hogy visszalép a versenytől, mivel nem értenek egyet a versenyszabályokkal, többek között az 50–50%-os szavazással, és az „Öt Nagy” státusszal. Így végül 39 állam vett részt a 2013-as Eurovíziós Dalversenyen, s ez megegyezik a 2005-ös és a 2010-es létszámmal.
| Ország             | Műsorsugárzó       | Előadó                            | Dal                        | Nyelv           | Dalszerző(k)                                                          |
| ------------------ | ------------------ | --------------------------------- | -------------------------- | --------------- | --------------------------------------------------------------------- |
| Albánia            | RTSH               | Adrian Lulgjuraj és Bledar Sejko  | Identitet                  | albán           | Bledar Sejko Eda Sejko                                                |
| Ausztria           | ORF                | Natália Kelly                     | Shine                      | angol           | Andreas Grass Alexander Kahr Natália Kelly Nikola Paryla              |
| Azerbajdzsán       | İTV                | Farid Mammadov                    | Hold Me                    | angol           | John Ballard Ralph Charlie Dimítrisz Kondópulosz                      |
| Belgium            | RTBF               | Roberto Bellarosa                 | Love Kills                 | angol           | Jukka Immonen Iain James                                              |
| Bulgária           | BNT                | Elitsa & Stoyan                   | Samo shampioni             | bolgár          | Krisztian Talev Elica Todorova                                        |
| Ciprus             | CyBC               | Despina Olympiou                  | An me thimasai             | görög           | Andreas Giorgallis Zenon Zindilis                                     |
| Dánia              | DR                 | Emmelie de Forest                 | Only Teardrops             | angol           | Lise Cabble Julia Fabrin Jakobsen Thomas Stengaard                    |
| Egyesült Királyság | BBC                | Bonnie Tyler                      | Believe in Me              | angol           | Christopher Braide Desmond Child Lauren Christy                       |
| Észtország         | ERR                | Birgit                            | Et uus saaks alguse        | észt            | Mihkel Mattisen Silvia Soro                                           |
| Fehéroroszország   | BTRC               | Alyona Lanskaya                   | Solayoh                    | angol           | Martin King Marc Paelinck                                             |
| Finnország         | Yle                | Krista Siegfrids                  | Marry Me                   | angol           | Kristoffer Karlsson Jessica Lundström Erik Nyholm Krista Siegfrids    |
| Franciaország      | France Télévisions | Amandine Bourgeois                | L’enfer et moi             | francia         | Boris Bergman David Salkin                                            |
| Görögország        | ERT                | Koza Mostra és Agathon Iakovidis  | Alcohol Is Free            | görög           | Íliász Kózasz Sztatísz Pahidísz                                       |
| Grúzia             | GPB                | Nodi Tatishvili és Sopho Gelovani | Waterfall                  | angol           | Erik Bernholm Thomas G:son                                            |
| Hollandia          | TROS               | Anouk                             | Birds                      | angol           | Martin Gjerstad Tore Johansson Anouk Teeuwe                           |
| Horvátország       | HRT                | Klapa s mora                      | Mižerja                    | horvát          | Goran Topolovac                                                       |
| Írország           | RTÉ                | Ryan Dolan                        | Only Love Survives         | angol           | Wez Devine Ryan Dolan                                                 |
| Izland             | RÚV                | Eythor Ingi                       | Ég á líf                   | izlandi         | Örlygur Smári Pétur Örn Guðmundsson                                   |
| Izrael             | IBA                | Moran Mazor                       | Rak bishvilo               | héber           | Csen Harari Gal Szarig                                                |
| Lettország         | LTV                | PeR                               | Here We Go                 | angol           | Arturas Burke Ralfs Eilands                                           |
| Litvánia           | LRT                | Andrius Pojavis                   | Something                  | angol           | Andrius Pojavis                                                       |
| Macedónia          | MRT                | Esma és Lozano                    | Pred da se razdeni         | macedón, cigány | Simeon Atanasov Magdalena Cvetkovska Lazar Cvetkovski Darko Dimitrov  |
| Magyarország       | MTVA               | ByeAlex                           | Kedvesem (Zoohacker Remix) | magyar          | Márta Alex Palásti Kovács Zoltán "Zoohacker"                          |
| Málta              | PBS                | Gianluca                          | Tomorrow                   | angol           | Boris Cezek Dean Muscat                                               |
| Moldova            | TRM                | Aliona Moon                       | O mie                      | román           | Pasha Parfeni Yuliana Scutaru                                         |
| Montenegró         | RTCG               | Who See                           | Igranka                    | montenegrói     | Dejan Dedović Mario Đorđević Đorđe Miljenović                         |
| Németország        | NDR                | Cascada                           | Glorious                   | angol           | Andres Ballinas Tony Cornelissen Yann Peifer Manuel Reuter            |
| Norvégia           | NRK                | Margaret Berger                   | I Feed You My Love         | angol           | Robin Lynch Niklas Olovson Karin Park                                 |
| Olaszország        | RAI                | Marco Mengoni                     | L’essenziale               | olasz           | Roberto Casalino Francesco De Benedittis Marco Mengoni                |
| Oroszország        | Pervij Kanal       | Dina Garipova                     | What If                    | angol           | Gabriel Alares Joakim Björnberg Leonid Gutkin                         |
| Örményország       | AMPTV              | Dorians                           | Lonely Planet              | angol           | Tony Iommi Vardan Zadoján                                             |
| Románia            | TVR                | Cezar                             | It’s My Life               | angol           | Cristian Faur                                                         |
| San Marino         | SMRTV              | Valentina Monetta                 | Crisalide (Vola)           | olasz           | Mauro Balestri Ralph Siegel                                           |
| Spanyolország      | RTVE               | ESDM                              | Contigo hasta el final     | spanyol         | David Feito Raquel del Rosario Juan Luis Suárez                       |
| Svájc              | SRG SSR            | Takasa                            | You and Me                 | angol           | Roman Camenzind Fred Herrmann Georg Schlunegger                       |
| Svédország         | SVT                | Robin Stjernberg                  | You                        | angol           | Joy Deb Linnea Deb Joakim Harestad Haukaas Robin Stjernberg           |
| Szerbia            | RTS                | Moje 3                            | Ljubav je svuda            | szerb           | Saša Milošević Mare Marina Tucaković                                  |
| Szlovénia          | RTVSLO             | Hannah                            | Straight Into Love         | angol           | Hannah Mancini Erik Margan Marko Primužak Matija Rodić Gregor Zemljič |
| Ukrajna            | NTU                | Zlata Ognevich                    | Gravity                    | angol           | Karen Kavalerján Mikajil Nekraszov                                    |

### Visszatérő előadók
A 2012-es verseny után sorozatban másodszor indult a san marinói Valentina Monetta, ám csakúgy mint az előző évben, ezúttal sem sikerült kivívnia a döntőbe jutást. A moldovai Aliona Moon 2012-ben még Pasha Parfeni egyik háttérénekese volt, ebben az évben viszont szólóénekesként indult, Parfeny pedig ebben az évben zongoristaként vett részt az előadásban. Az albán Bledar Sejko 2011-ben Aurela Gaçe előadásában vett részt gitárosként, az örmény Gor Szudzsján pedig 2010-ben Eva Rivas egyik háttérénekese volt. Másodszor vett részt a bolgár Elitsa és Stoyan is, akik 2007-ben az ország eddigi legjobb eredményét elérve a döntőben ötödik helyen zártak, ebben az évben viszont döntőbe sem jutottak.
Az itt Szerbiát képviselő Moje 3 egyik tagja, Nevena Božović volt az első személy, aki a Junior Eurovíziós Dalfesztivál után kijutott az Eurovíziós Dalfesztiválra is: 2007-ben Rotterdamban a harmadik helyet szerezte meg Szerbiának.
| Előadó                             | Ország     | Előző év(ek) |
| ---------------------------------- | ---------- | ------------ |
| Elitsa Todorova és Stoyan Yankulov | Bulgária   | 2007         |
| Valentina Monetta                  | San Marino | 2012         |

### A magyar résztvevő
2012. október 25-én reggel Gazsó L. Ferenc, az MTVA vezérigazgató-helyettese és Rákay Philip, a Magyar Televízió intendánsa jelentette be, hogy a televízió részt kíván venni a soron következő dalversenyen, és nyílt pályázatot ír ki. A dalok leadásának határideje 2012. december 31-e volt. A 244 jelentkező közül egy zsűri választotta ki a magyar válogató résztvevőit. A nemzeti döntő zsűrije ötfős volt, tagjai Rákay Philip, az MTVA intendánsa, Csiszár Jenő televíziós-rádiós személyiség, Walkó Csaba, a 2012-es Eurovíziós Dalfesztiválon Magyarországot képviselő Compact Disco frontembere, Rakonczai Viktor zeneszerző és Rúzsa Magdi, a 2007-es Eurovíziós Dalfesztivál magyar résztvevője lett. A hazai elődöntőkre külföldi előadók ezúttal nem pályázhattak, mivel egy szabályváltozás szerint a hazai fordulóban elhangzó dalok mindegyikének magyarul kellett elhangoznia. Februárban és márciusban hat show-műsort adtak le. A három elődöntőben összesen harminc dal versenyzett a két középdöntőbe, majd a döntőbe jutásért. A műsorok során a szakmai zsűri, illetve a közönség szavazata döntött arról, hogy ki képviselje Magyarországot a svédországi Malmőben. A műsor házigazdái Gundel Takács Gábor és Novodomszky Éva voltak. A győztes ByeAlex lett, aki a Kedvesem című számával nyerte meg a magyar válogatót.
ByeAlex a malmői döntőben 84 ponttal a 10. helyet érte el, ami a harmadik legjobb helyezés, amit magyar versenyző el tudott érni a dalfesztivál addigi történetében, csak Bayer Friderika 1994-es negyedik, illetve Rúzsa Magdi 2007-es kilencedik helye előkelőbb. Az elődöntőt Magyarországon többen kísérték figyelemmel, mint 2012-ben a Compact Disco szereplését.

#### A Dal 2013 – Döntő
A döntőt március 2-án tartotta az MTV a két középdöntőből továbbjutott nyolc előadó részvételével. A végeredmény a telefonos szavazás, illetve szakmai zsűri szavazatai alapján alakult ki. Első körben a továbbjuttatott nyolc versenyzőből kizárólag a zsűri szavazatok alapján jelölték ki azt a négy dalt, amelyek közül a telefonos szavazatok döntötték el, hogy szerintük melyik dal képviselje Magyarországot az Eurovíziós Dalfesztiválon. A zsűri a megszokottól eltérően az összes produkció elhangzása után pontozott. Az első helyezett 10 pontot kapott, a második 8-at, a harmadik 6-ot, míg a negyedik 4 pontot. A műsort élőben közvetítette az M1 és a Duna World, illetve interneten az adal2013.hu és a eurovision.tv. Meghívott előadóként lépett fel az előző évi nemzeti döntő egyik résztvevője, az Anti Fitness Club, akik a 2012-es Eurovíziós Dalfesztivál győztes dalának, a Euphoriának egy sajátos feldolgozását adták elő. Fellépett a 2012-es Eurovíziós Dalfesztivál magyar indulója, a Compact Disco is, akik a Sound of Our Hearts című dalukat adták elő, a Magyar Rádió szimfonikus zenekarának közreműködésével.
| #  | Előadó                     | Dal (zene / szöveg)                                                                         | Zsűri (Összesen) | Eredmény (Zsűri) | Eredmény (SMS) |
| -- | -------------------------- | ------------------------------------------------------------------------------------------- | ---------------- | ---------------- | -------------- |
| 01 | Vastag Tamás               | Holnaptól (Szabó Zé / Szente Vajk)                                                          | 22               | 3.               | 4.             |
| 02 | Keresztes Ildikó           | Nem akarok többé játszani (Köteles Leander, Deutsch Gábor, Tisza Gergely / Köteles Leander) | 8                | 5.               | —              |
| 03 | Kállay-Saunders András     | My Baby (Kállay-Saunders András, Burai Krisztián, Bodóczki Ernő, Leslie Tay, John Alexis)   | 46               | 1.               | 2.             |
| 04 | Radics Gigi                | Úgy fáj (Kelemen Huba, Jack D. Elliot / Jánosi)                                             | 44               | 2.               | 3.             |
| 05 | Rácz Gergő                 | Csak állj mellém (Rácz Gergő, Geszti Péter)                                                 | 0                | 7.               | —              |
| 06 | Agárdi Szilvia – Pál Dénes | Szíveddel láss (Szabó Zé / Molnár Tamás)                                                    | 0                | 7.               | —              |
| 07 | Cserpes Laura              | Élj pont úgy (Kolozsvári Tamás, Krajczár Péter, Tabár István)                               | 4                | 6.               | —              |
| 08 | ByeAlex                    | Kedvesem (Zoohacker RMX) (Márta Alex / Palásti Kovács Zoltán „Zoohacker”)                   | 16               | 4.               | 1.             |

Az SMS-szavazás során több mint 244 000 érvényes szavazat érkezett be.
A nézői szavazatok alapján A Dalt ByeAlex nyerte. Loreen, a 2012-es Eurovíziós Dalfesztivál győztese Japánból küldött videóüzenetet, míg Petra Mede, a 2013-as Eurovíziós Dalfesztivál műsorvezetője egyenesen a svéd nemzeti döntő, a Melodifestivalen második esély fordulójából köszöntötte A Dal nyertesét.

## A versenyszabályok változása

Az első elődöntő résztvevői
Az első elődöntőben szavazó döntősök
A második elődöntő résztvevői
A második elődöntőben szavazó döntősök

Az Eurovíziós Dalfesztivál svéd szervezői az EBU egyik novemberi referencia ülésén döntöttek arról, hogy a malmői versenyen részt vevő országok rajtsorrendjét a korábbi sorsolásos rendszerrel szemben a műsor producerei fogják meghatározni. Egyedül a rendező Svédország helyzetét bízzák a véletlenre a döntőben. A hagyományok közül többet megtartottak, így januárban a korábbiakhoz hasonló módon zajlott le az országok elődöntőkbe való szétválasztása. Az államokat partnerkapcsolataik szerint csoportosítva sorolták be egy-egy kalapba, összesen hatba, és ezekből húzva eldőlt, hogy kiknek, kik ellen, melyik napon kell először fellépniük. A rendezők csak ezt követően, a március közepén tartandó delegációvezetők találkozóján tettek eleget a rajtsorrend végleges meghatározásának. Mivel a legtöbb látogatót a két közeli szomszédos országból várták, ezért néhány kisebb problémára is megoldást találtak a versenyszervezők. A jegyeladások arányossága miatt a szomszédos Dánia képviselője megállapodás szerint az első, Norvégiáé pedig a második elődöntőben állt a közönség elé.

## Az elődöntők beosztása
A harminchárom elődöntős országot – Dánia, Izrael és Norvégia kivételével – öt kalapba osztották földrajzi elhelyezkedésük és szavazási szokásaik alapján, a 2008-ban bevezetett módon. Január 17-én tartották a sorsolást, ahol a kalapok egyik fele az első elődöntőbe, a másik a második elődöntőbe került. Ennek célja a szavazás igazságosabbá tétele volt. A sorsolás során azt is eldöntötték, hogy az egyes országok az adott elődöntő első vagy második felében fognak fellépni, így a delegációk előre tudták, mikor kell megérkezniük a próbákra. A végleges fellépési sorrendet 2013. március 28-án tette közzé a házigazda SVT produkciós csoportja.
| Kalapon kívül               | 1. kalap                                                                  | 2. kalap                                                              | 3. kalap                                                                          | 4. kalap                                                        | 5. kalap                                                               |
| --------------------------- | ------------------------------------------------------------------------- | --------------------------------------------------------------------- | --------------------------------------------------------------------------------- | --------------------------------------------------------------- | ---------------------------------------------------------------------- |
| - Dánia - Izrael - Norvégia | - Albánia - Észak-Macedónia - Horvátország - Montenegró - Svájc - Szerbia | - Észtország - Finnország - Izland - Írország - Lettország - Litvánia | - Azerbajdzsán - Fehéroroszország - Grúzia - Oroszország - Örményország - Ukrajna | - Belgium - Bulgária - Ciprus - Görögország - Hollandia - Málta | - Ausztria - Magyarország - Moldova - Románia - San Marino - Szlovénia |

## A verseny

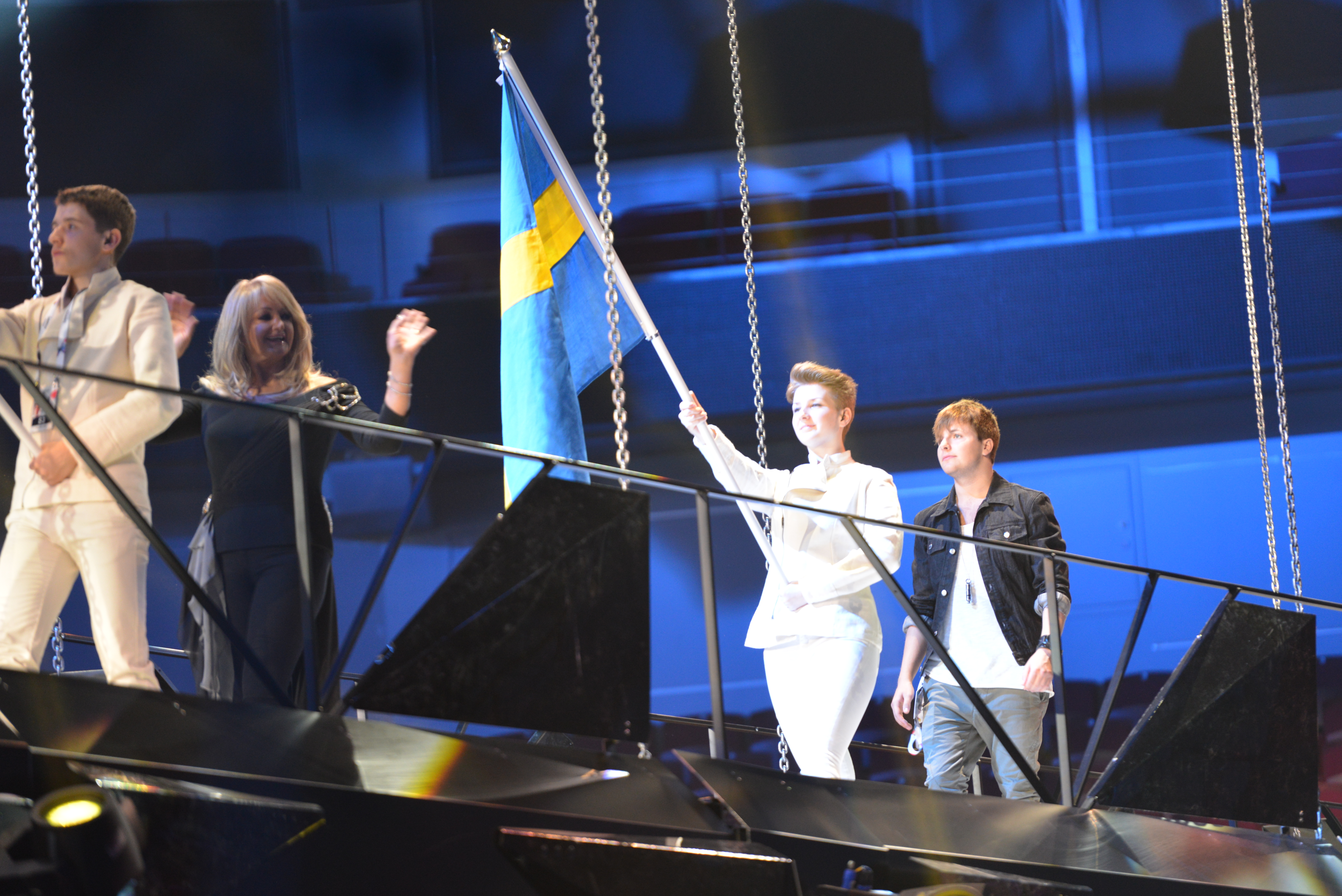
A döntő nyitánya, zászlós bevonulás az arénába. A képen a házigazda svéd Robin Stjernberg (jobbra), előtte Bonnie Tyler (balra)

A három adásból álló műsorfolyamot élőben, HD minőségben közvetítette az M1, Gundel Takács Gábor helyszíni kommentálásában. Az adásokat megelőzően Novodomszky Éva műsorvezetésével, az Elővízió című műsorban tudhattunk meg kulisszatitkokat, érdekességeket a versenyről.
1995 után először fordult elő, hogy egy műsorvezetője volt a versenynek: Petra Mede.
A szombati döntőben a részt vevő versenyzőkkel Eric Saade, a 2011-es Eurovíziós Dalfesztivál svéd résztvevője beszélgetett a Green Roomban, ami az elmúlt évektől eltérően teljesen külön volt a nézőtértől és a színpadtól, és jelen volt 800 néző is.
A dalok közötti képeslapok az adott versenyzővel készült kisfilmek, amiket a szervező SVT forgatott márciusban a részt vevő 39 országban.
Az első elődöntő kezdetén Loreen énekelte el előző évi győztes dalát egy gyermekkar kíséretében. A döntő nyitásaként egy kórus adta elő a We Write the Story című dalt, melyet Björn Ulvaeus, Benny Andersson és Avicii szerzett. Ezalatt a részt vevő huszonhat ország versenyzői az olimpiai játékok megnyitójához hasonlóan vonultak be az arénába. A szavazás közben Loreen előadott egy remixet, amely tartalmazta a We Got the Power, a My Heart Is Refusing Me és a Euphoria című dalt. A szavazatok számlálása alatti szünetben a műsorvezető, Petra Mede szórakoztatta a közönséget. Több mint nyolc perces produkciójában feltűnt pár másodpercre a svéd popipar egyik legismertebb alakja, Carola is. Ezt követően Sarah Dawn Finer adta elő a The Winner Takes It All című ABBA-dal átdolgozását.
Az 1985-ös Eurovíziós Dalfesztivál óta először fordult elő, hogy Jugoszlávia, vagy a volt Jugoszlávia utódállamai közül senki sem vett részt a dalverseny döntőjében, miután az első elődöntőben sorra kiesett Szlovénia, Horvátország, Montenegró és Szerbia, a második elődöntőből pedig Macedónia. Bosznia-Hercegovina nem nevezett indulót a versenyre, míg Koszovó még sosem vett részt, mivel nem tagja az EBU-nak.
Nagy meglepetést okozott a bolgár folkduó, Elitsa és Stoyan kiesése a második elődöntőből, hiszen 2007-ben a döntő ötödik helyén végeztek. Ugyancsak meglepő volt a San Marinó-i Valentina Monetta kiesése, akinek a dalát sokan a döntőbe várták, és a rajongói klubok előzetes szavazásán összesítésben a második helyen végzett.
Ebben az évben fordult elő először, hogy Magyarország pontot adott a vele konfliktusban álló Örményországnak.

## A szavazás
A verseny előtt a legesélyesebbnek Dániát tartották, és végül daluk győzni is tudott.
A szavazás az elődöntőkben és a döntőben is azonos módon történt: mindegyik ország rendelkezett egy ötfős szakmai zsűrivel, és az ő pontjaik, valamint a nézők telefonos szavazatai közösen alakították ki az országonkénti eredményeket. Az elődöntők eredményeit a döntő után hozták nyilvánosságra. Az első elődöntőben Szlovénia végzett az utolsó helyen, történetük során először, míg a második elődöntőben Lettország zárt a tabella legalján, immáron harmadszor.
A döntőben a szavazás során összesen négy ország váltotta egymást az élen. Az elsőként szavazó San Marino Görögországot helyezte az élre. Svédország pontjai után Norvégia vezetett, ezt követően még Görögország és Belgium is visszaállt az élre, de nem sokkal ezután átvette a vezetést Dánia, amely előnyét végig őrizve harmadik győzelmét aratta. Az elődöntők 2004-es bevezetése, ezáltal a résztvevők számának megemelkedése óta a 281 pont a negyedik legmagasabb, amivel nyerni lehetett. Ez éppen egy ponttal több, mint amennyit a 2004-es ukrán győztes, Ruslana összegyűjtött. Emellett a győztes dal nyolc országtól gyűjtötte be a maximális tizenkét pontot. Mindössze egy ország, San Marino nem adott pontot a győztesnek. A verseny történetében először, már a harmincötödik szavazó ország után kihirdették a győztest, miután matematikailag eldőlt, hogy megnyerte a döntőt Dánia, és csak utána adták meg a lehetőséget, hogy kihirdesse a pontjait a még fennmaradó négy ország. A legtöbb tizenkét pontot a második helyen végző Azerbajdzsán kapta, aki a második elődöntő győztese is volt egyben. A harmadik helyen az első elődöntő harmadik helyezettje, Ukrajna végzett. A döntőben az utolsó helyet Írország szerezte meg, akik az első elődöntőből a nyolcadik helyen jutottak tovább.
A házigazda Svédország a tizennegyedik helyen végzett. A 2012-es év után ismét előfordult, hogy a hazai közönség örülhetett a maximális 12 pontnak, bár csak egyszer. A döntőben mindössze tizenhárom olyan dal volt, amely nem kapott legalább egyszer tizenkét pontot; ugyanennyi kapott legalább egyszer, akárcsak a 2012-es Eurovíziós Dalfesztiválon. Magyarország pontjait Novodomszky Éva hirdette ki, a tizenkét pontot Azerbajdzsán dala kapta, a későbbi győztes Dánia tíz pontot kapott. Magyarország Németországtól kapott tizenkét pontot, továbbá tíz pontot adott Finnország és Svájc, nyolcat Albánia, hetet Hollandia, hatot Bulgária és San Marino, ötöt Litvánia, négyet Észtország és Horvátország, hármat Olaszország és Svédország, míg kettőt köszönhettünk Görögországnak, Norvégiának és Szerbiának.
Magyarország szakmai zsűrijének tagjai Balázs Fecó, Jeney Erzsébet, Kiss Áron Ádám, Rakonczai Viktor és Rúzsa Magdi voltak.

## Első elődöntő
Az első elődöntőt május 14-én rendezték meg tizenhat ország részvételével. Az egyes országok által kiosztott pontok telefonos szavazás, illetve szakmai zsűrik szavazatai alapján alakultak ki, mely alapján az első tíz helyezett jutott tovább a döntőbe. A részt vevő országokon kívül az  Egyesült Királyság,  Olaszország és  Svédország is az első elődöntőben szavazott.
| #  | Ország           | Előadó            | Dal                 | Helyezés | Pontszám |
| -- | ---------------- | ----------------- | ------------------- | -------- | -------- |
| 01 | Ausztria         | Natália Kelly     | Shine               | 14.      | 27       |
| 02 | Észtország       | Birgit            | Et uus saaks alguse | 10.      | 52       |
| 03 | Szlovénia        | Hannah            | Straight Into Love  | 16.      | 8        |
| 04 | Horvátország     | Klapa s mora      | Mižerja             | 13.      | 38       |
| 05 | Dánia            | Emmelie de Forest | Only Teardrops      | 1.       | 167      |
| 06 | Oroszország      | Dina Garipova     | What If             | 2.       | 156      |
| 07 | Ukrajna          | Zlata Ognevich    | Gravity             | 3.       | 140      |
| 08 | Hollandia        | Anouk             | Birds               | 6.       | 75       |
| 09 | Montenegró       | Who See           | Igranka             | 12.      | 41       |
| 10 | Litvánia         | Andrius Pojavis   | Something           | 9.       | 53       |
| 11 | Fehéroroszország | Alyona Lanskaya   | Solayoh             | 7.       | 64       |
| 12 | Moldova          | Aliona Moon       | O mie               | 4.       | 95       |
| 13 | Írország         | Ryan Dolan        | Only Love Survives  | 8.       | 54       |
| 14 | Ciprus           | Despina Olympiou  | An me thimasai      | 15.      | 11       |
| 15 | Belgium          | Roberto Bellarosa | Love Kills          | 5.       | 75       |
| 16 | Szerbia          | Moje 3            | Ljubav je svuda     | 11.      | 46       |

### Ponttáblázat

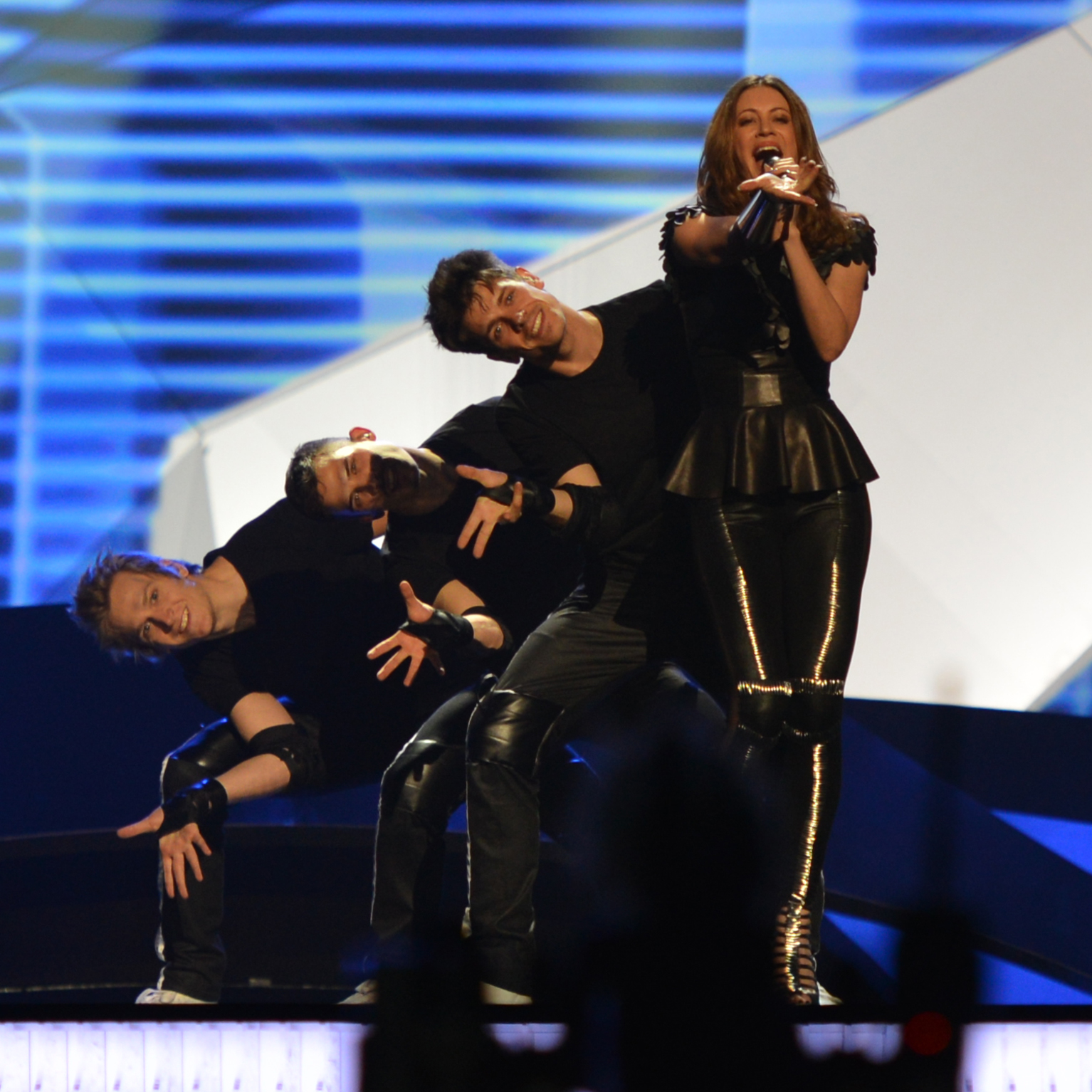
Hannah

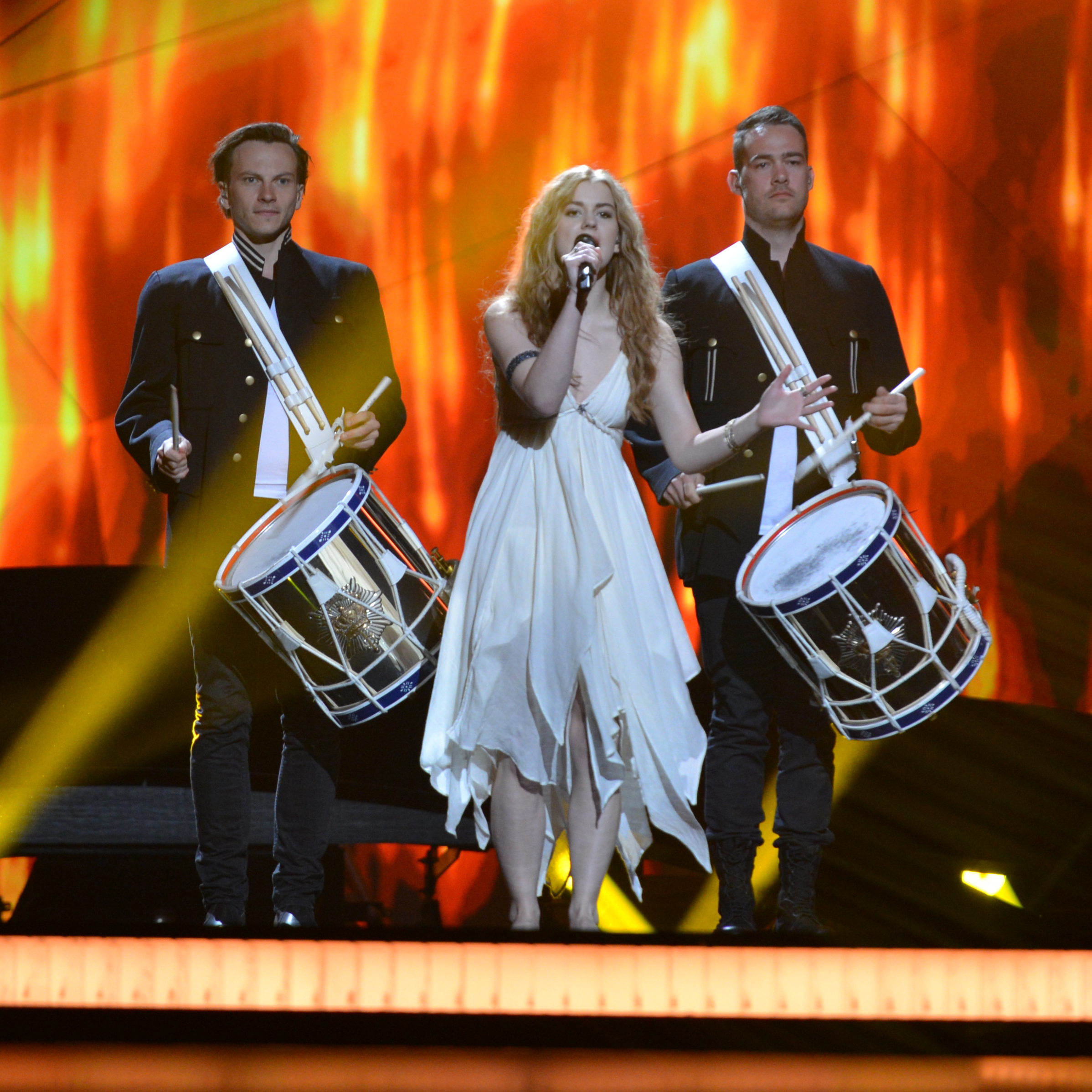
Emmelie de Forest

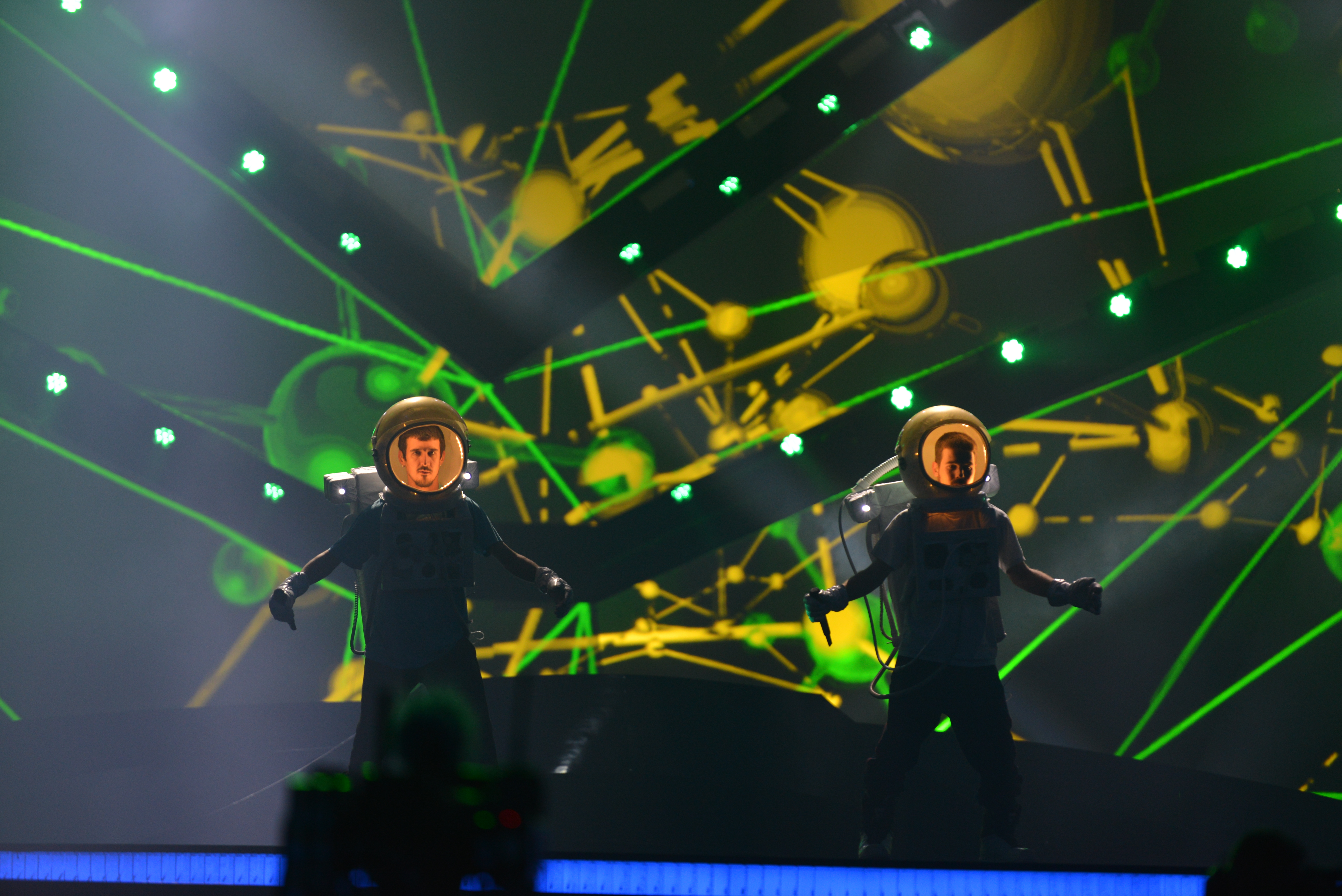
Who See

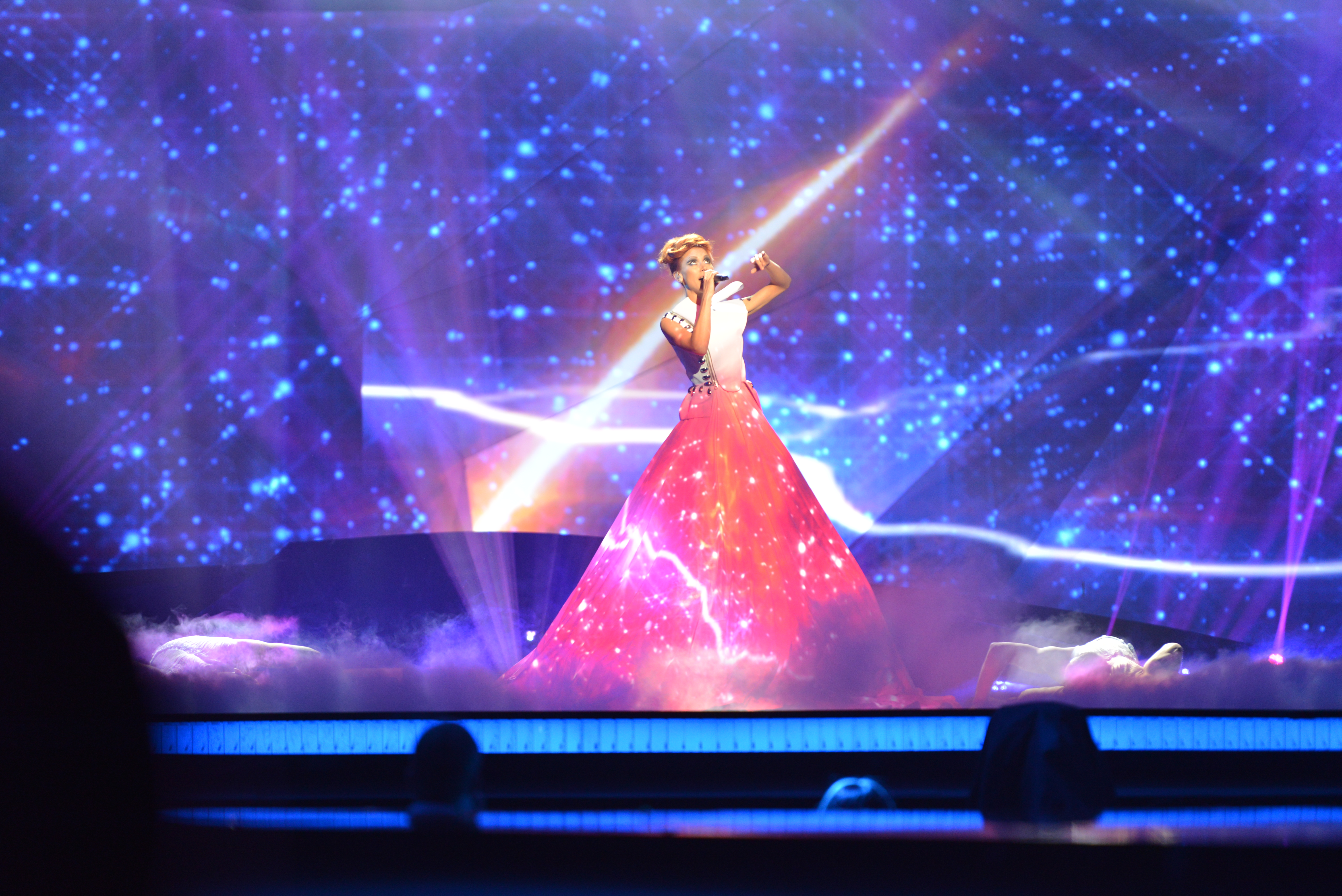
Aliona Moon

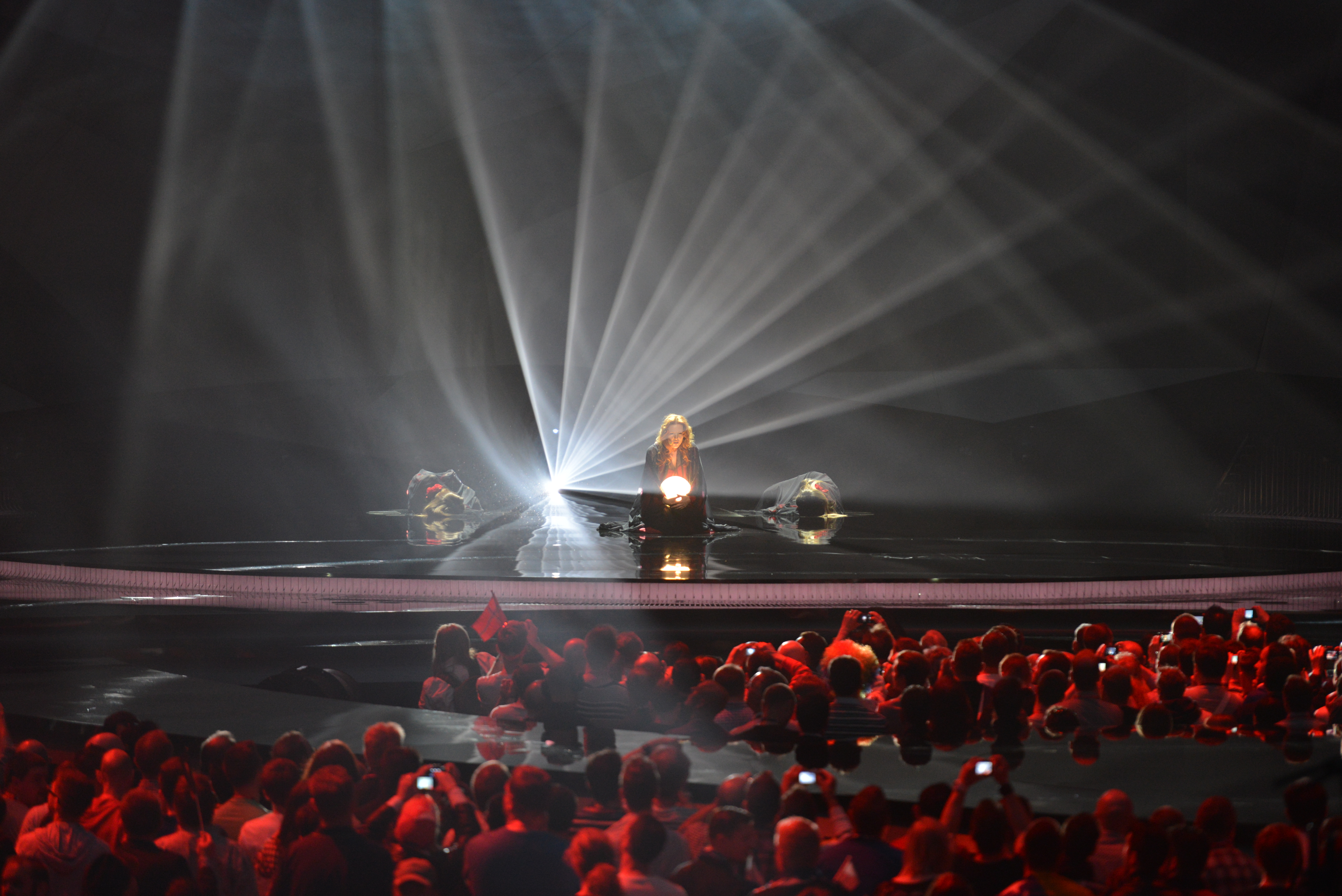
Valentina Monetta

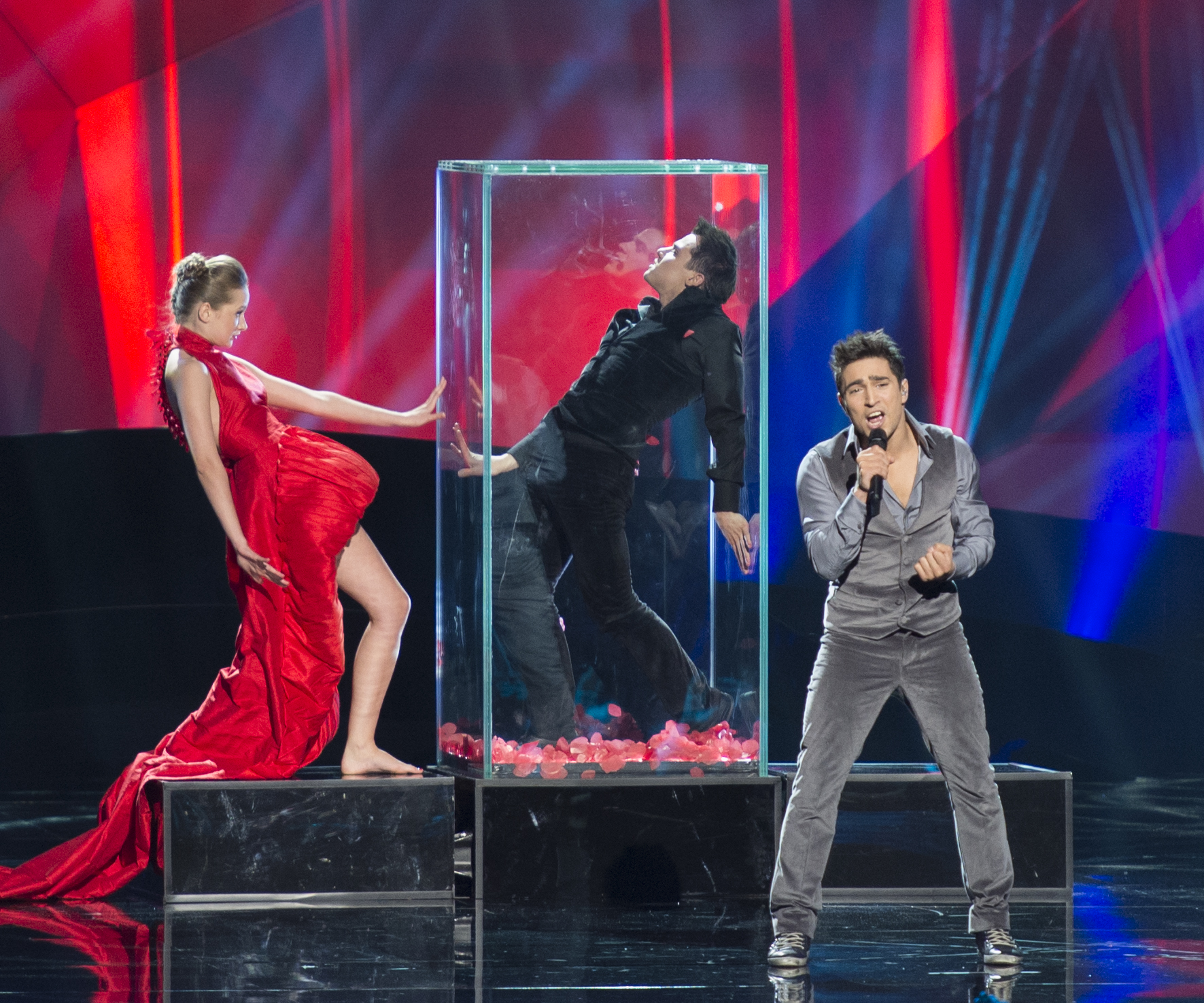
Farid Mammadov

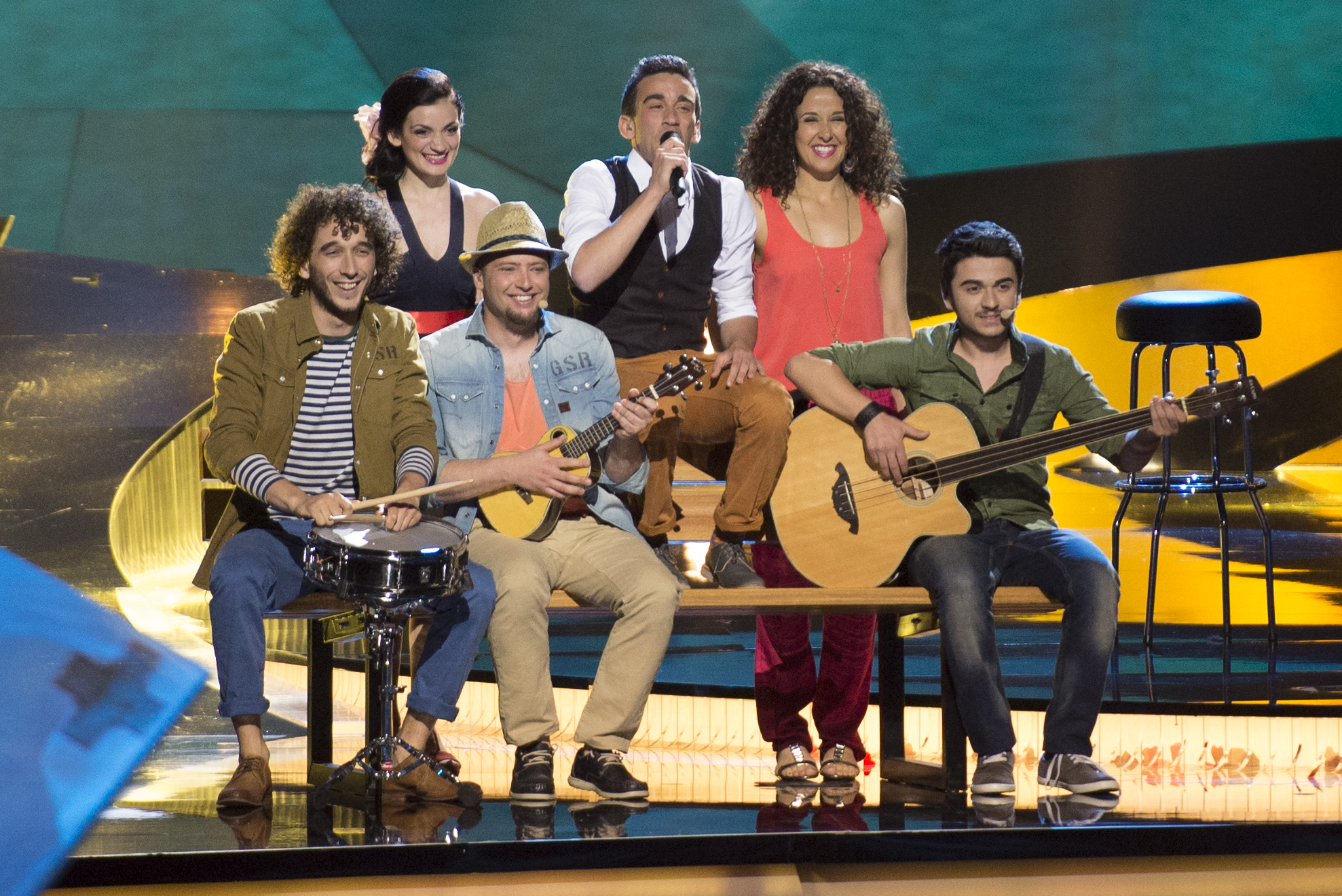
Gianluca

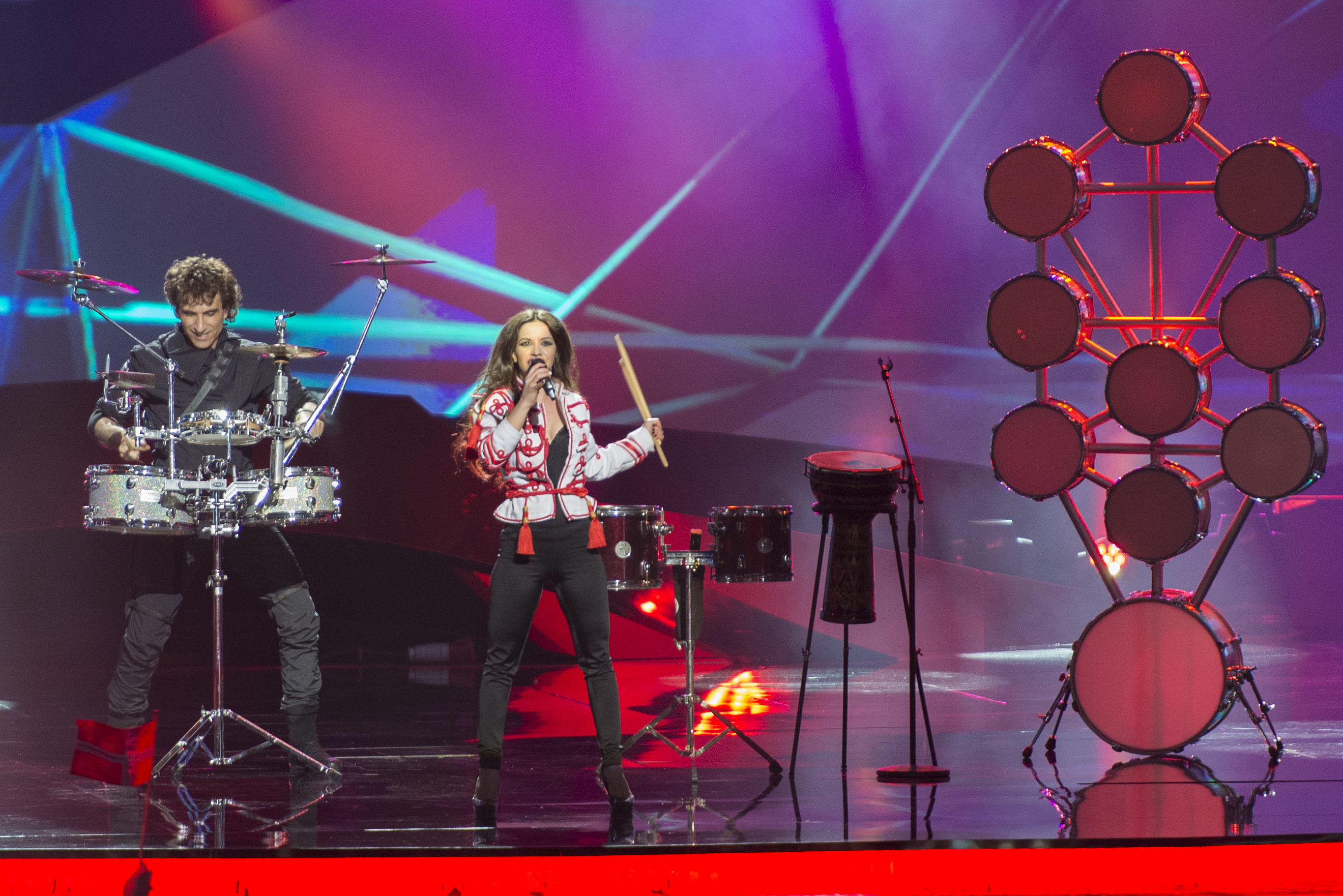
Elitsa és Stoyan

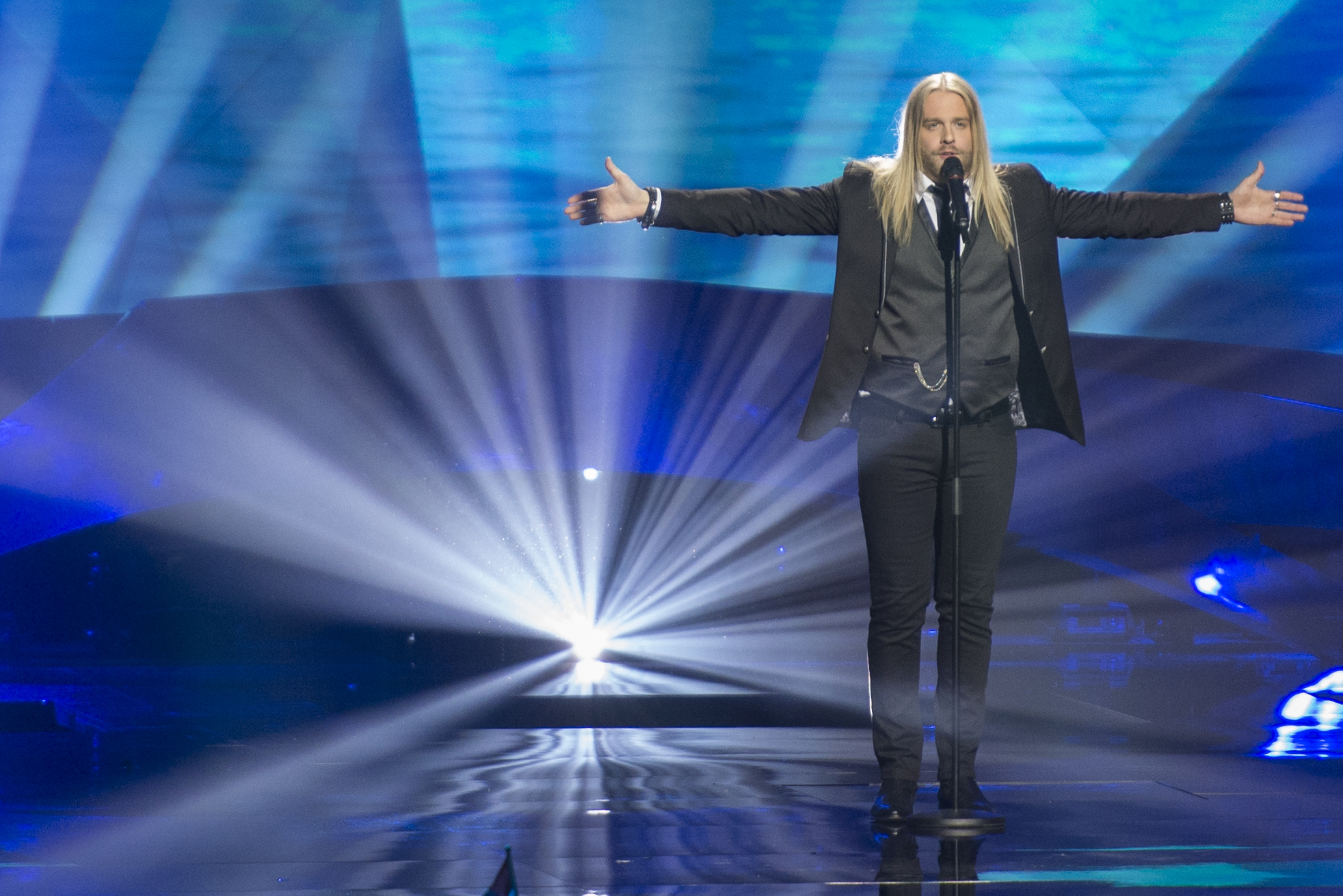
Eythor Ingi

|                  | Szavazók | Szavazók   | Szavazók  | Szavazók     | Szavazók | Szavazók    | Szavazók | Szavazók  | Szavazók   | Szavazók | Szavazók         | Szavazók | Szavazók | Szavazók | Szavazók | Szavazók | Szavazók    | Szavazók   | Szavazók           | Szavazók |
| Össz             | Ausztria | Észtország | Szlovénia | Horvátország | Dánia    | Oroszország | Ukrajna  | Hollandia | Montenegró | Litvánia | Fehéroroszország | Moldova  | Írország | Ciprus   | Belgium  | Szerbia  | Olaszország | Svédország | Egyesült Királyság |          |
| ---------------- | -------- | ---------- | --------- | ------------ | -------- | ----------- | -------- | --------- | ---------- | -------- | ---------------- | -------- | -------- | -------- | -------- | -------- | ----------- | ---------- | ------------------ | -------- |
| Ausztria         | 27       |            | 1         | 1            | 4        | 4           |          |           |            |          |                  |          | 3        | 4        | 2        | 3        | 2           | 2          |                    | 1        |
| Észtország       | 52       | 3          |           |              |          | 1           | 5        | 1         | 4          |          | 4                | 5        | 5        | 8        |          | 1        |             | 5          | 6                  | 4        |
| Szlovénia        | 8        |            |           |              | 5        |             |          |           |            | 3        |                  |          |          |          |          |          |             |            |                    |          |
| Horvátország     | 38       | 5          |           | 2            |          |             | 4        | 6         | 3          | 5        | 1                |          |          | 1        | 1        |          | 10          |            |                    |          |
| Dánia            | 167      | 12         | 12        | 8            | 12       |             | 10       | 4         | 12         | 8        | 6                | 8        | 7        | 12       | 8        | 10       | 8           | 6          | 12                 | 12       |
| Oroszország      | 156      | 10         | 10        | 10           | 8        | 12          |          | 7         | 7          | 7        | 10               | 10       | 8        | 10       | 10       | 7        | 6           | 4          | 10                 | 10       |
| Ukrajna          | 140      | 2          | 6         | 12           | 7        | 8           | 7        |           | 8          | 12       | 12               | 12       | 12       | 2        | 12       | 8        | 5           | 12         | 1                  | 2        |
| Hollandia        | 75       | 8          | 7         | 3            |          | 10          | 3        |           |            | 2        | 7                |          |          | 5        |          | 12       | 1           | 1          | 8                  | 8        |
| Montenegró       | 41       |            |           |              | 6        | 5           |          | 8         |            |          |                  | 2        | 6        |          |          |          | 12          |            | 2                  |          |
| Litvánia         | 53       |            | 4         |              |          | 2           | 1        | 5         |            |          |                  | 7        | 2        | 6        | 3        | 6        |             | 10         |                    | 7        |
| Fehéroroszország | 64       |            |           | 4            |          |             | 2        | 12        | 2          | 6        | 8                |          | 10       | 3        | 6        |          | 4           | 7          |                    |          |
| Moldova          | 95       | 7          | 3         | 7            | 1        | 6           | 12       | 10        | 6          | 4        | 3                | 6        |          |          | 5        | 5        | 7           | 8          | 5                  |          |
| Írország         | 54       |            | 5         |              | 2        | 3           | 6        | 3         | 5          |          | 5                | 4        | 1        |          | 7        | 4        |             |            | 3                  | 6        |
| Ciprus           | 11       | 1          | 2         |              |          |             |          |           |            |          |                  |          |          |          |          | 2        | 3           |            |                    | 3        |
| Belgium          | 75       | 4          | 8         | 6            | 3        | 7           | 8        |           | 10         | 1        | 2                | 3        | 4        | 7        |          |          |             |            | 7                  | 5        |
| Szerbia          | 46       | 6          |           | 5            | 10       |             |          | 2         | 1          | 10       |                  | 1        |          |          | 4        |          |             | 3          | 4                  |          |

A sorok és az oszlopok a fellépés sorrendjében vannak rendezve. Az utolsó három oszlopban az itt szavazó automatikus döntősök az angol ábécé szerinti sorrendben találhatók meg.

### Zsűri és telefonos szavazás külön
A teljes zsűri és nézői szavazatok átlagát külön, 2013. május 28-án hozta nyilvánosságra az EBU.
| Helyezés | Zsűri            | Átlag | Nézői szavazatok | Átlag |
| -------- | ---------------- | ----- | ---------------- | ----- |
| 1.       | Dánia            | 3,58  | Dánia            | 3,33  |
| 2.       | Oroszország      | 3,74  | Oroszország      | 3,89  |
| 3.       | Moldova          | 4,32  | Ukrajna          | 3,94  |
| 4.       | Ukrajna          | 5,16  | Montenegró       | 7,33  |
| 5.       | Ausztria         | 6,32  | Litvánia         | 7,44  |
| 6.       | Hollandia        | 6,42  | Írország         | 7,61  |
| 7.       | Belgium          | 6,63  | Belgium          | 7,72  |
| 8.       | Észtország       | 7,47  | Fehéroroszország | 7,83  |
| 9.       | Fehéroroszország | 8,26  | Hollandia        | 7,94  |
| 10.      | Írország         | 9,26  | Horvátország     | 8,00  |
| 11.      | Litvánia         | 9,37  | Moldova          | 8,28  |
| 12.      | Ciprus           | 9,48  | Szerbia          | 8,39  |
| 13.      | Horvátország     | 9,95  | Észtország       | 10,06 |
| 14.      | Montenegró       | 10,16 | Ciprus           | 12,00 |
| 15.      | Szerbia          | 10,95 | Ausztria         | 12,33 |
| 16.      | Szlovénia        | 11,47 | Szlovénia        | 13,17 |

## Második elődöntő
A második elődöntőt május 16-án rendezték meg tizenhét ország részvételével. Az egyes országok által kiosztott pontok telefonos szavazás, illetve szakmai zsűrik szavazatai alapján alakultak ki, ami alapján az első tíz helyezett jutott tovább a döntőbe. A részt vevő országokon kívül  Franciaország,  Németország és  Spanyolország is a második elődöntőben szavazott.
| #  | Ország       | Előadó                             | Dal                        | Helyezés | Pontszám |
| -- | ------------ | ---------------------------------- | -------------------------- | -------- | -------- |
| 01 | Lettország   | PeR                                | Here We Go                 | 17.      | 13       |
| 02 | San Marino   | Valentina Monetta                  | Crisalide (Vola)           | 11.      | 47       |
| 03 | Macedónia    | Esma és Lozano                     | Pred da se razdeni         | 16.      | 28       |
| 04 | Azerbajdzsán | Farid Mammadov                     | Hold Me                    | 1.       | 139      |
| 05 | Finnország   | Krista Siegfrids                   | Marry Me                   | 9.       | 64       |
| 06 | Málta        | Gianluca                           | Tomorrow                   | 4.       | 118      |
| 07 | Bulgária     | Elitsa Todorova és Stoyan Yankulov | Samo shampioni             | 12.      | 45       |
| 08 | Izland       | Eythor Ingi                        | Ég á líf                   | 6.       | 72       |
| 09 | Görögország  | Koza Mostra és Agathon Iakovidis   | Alcohol Is Free            | 2.       | 121      |
| 10 | Izrael       | Moran Mazor                        | Rak bishvilo               | 14.      | 40       |
| 11 | Örményország | Dorians                            | Lonely Planet              | 7.       | 69       |
| 12 | Magyarország | ByeAlex                            | Kedvesem (Zoohacker Remix) | 8.       | 66       |
| 13 | Norvégia     | Margaret Berger                    | I Feed You My Love         | 3.       | 120      |
| 14 | Albánia      | Adrian Lulgjuraj és Bledar Sejko   | Identitet                  | 15.      | 31       |
| 15 | Grúzia       | Nodi Tatishvili és Sopho Gelovani  | Waterfall                  | 10.      | 63       |
| 16 | Svájc        | Takasa                             | You and Me                 | 13.      | 41       |
| 17 | Románia      | Cezar                              | It’s My Life               | 5.       | 83       |

### Ponttáblázat
|                 | Szavazók   | Szavazók   | Szavazók  | Szavazók     | Szavazók   | Szavazók | Szavazók | Szavazók | Szavazók    | Szavazók | Szavazók     | Szavazók     | Szavazók | Szavazók | Szavazók | Szavazók | Szavazók | Szavazók      | Szavazók    | Szavazók      | Szavazók |
| Össz            | Lettország | San Marino | Macedónia | Azerbajdzsán | Finnország | Málta    | Bulgária | Izland   | Görögország | Izrael   | Örményország | Magyarország | Norvégia | Albánia  | Grúzia   | Svájc    | Románia  | Franciaország | Németország | Spanyolország |          |
| --------------- | ---------- | ---------- | --------- | ------------ | ---------- | -------- | -------- | -------- | ----------- | -------- | ------------ | ------------ | -------- | -------- | -------- | -------- | -------- | ------------- | ----------- | ------------- | -------- |
| Lettország      | 13         |            |           | 2            |            |          |          |          | 3           |          |              |              |          |          |          | 7        | 1        |               |             |               |          |
| San Marino      | 47         | 3          |           | 5            | 1          | 1        | 6        |          |             | 1        | 4            | 4            | 2        |          |          | 1        |          | 4             | 5           |               | 10       |
| Észak-Macedónia | 28         |            | 2         |              |            |          | 5        | 5        |             |          |              |              |          |          | 12       |          | 4        |               |             |               |          |
| Azerbajdzsán    | 139        | 7          | 3         | 8            |            | 3        | 12       | 12       | 8           | 12       | 12           |              | 12       | 5        | 8        | 12       | 3        | 12            | 8           |               | 2        |
| Finnország      | 64         | 8          | 7         |              | 3          |          | 1        |          | 7           |          | 1            |              | 5        | 8        | 1        |          | 2        | 3             | 7           | 3             | 8        |
| Málta           | 118        | 6          | 10        | 12           | 12         | 5        |          |          | 6           | 5        | 2            | 7            | 8        | 12       | 6        | 6        | 7        | 7             | 2           | 5             |          |
| Bulgária        | 45         |            | 8         | 3            | 4          |          |          |          |             | 2        |              | 10           | 1        | 1        | 4        | 4        |          | 1             | 1           |               | 6        |
| Izland          | 72         | 10         |           |              |            | 12       |          |          |             |          |              | 1            | 10       | 10       |          |          | 10       |               |             | 12            | 7        |
| Görögország     | 121        | 5          | 12        | 6            | 7          | 7        | 7        | 10       | 2           |          | 6            | 8            | 3        | 7        | 10       | 2        | 6        | 10            |             | 8             | 5        |
| Izrael          | 40         |            |           |              | 6          | 2        |          | 4        | 1           |          |              | 6            |          |          | 3        | 5        |          | 2             | 4           | 4             | 3        |
| Örményország    | 69         | 1          |           |              |            |          | 8        | 8        |             | 7        | 8            |              |          | 4        |          | 10       |          | 5             | 12          | 6             |          |
| Magyarország    | 66         | 2          | 4         |              |            | 8        |          | 6        |             |          | 3            |              |          | 2        | 7        | 3        | 12       | 6             | 3           | 10            |          |
| Norvégia        | 120        | 12         | 5         | 7            | 5          | 10       | 3        | 7        | 12          | 4        | 5            | 5            | 7        |          |          | 8        | 8        | 8             |             | 2             | 12       |
| Albánia         | 31         |            | 6         | 10           | 2          |          |          |          |             | 8        |              |              |          |          |          |          | 5        |               |             |               |          |
| Grúzia          | 63         | 4          | 1         | 4            | 10         |          | 4        | 3        | 4           | 6        | 7            | 12           | 4        |          |          |          |          |               |             |               | 4        |
| Svájc           | 41         |            |           |              |            | 6        | 2        | 1        | 5           | 3        |              | 2            | 6        | 3        | 2        |          |          |               | 10          | 1             |          |
| Románia         | 83         |            |           | 1            | 8          | 4        | 10       | 2        | 10          | 10       | 10           | 3            |          | 6        | 5        |          |          |               | 6           | 7             | 1        |

A sorok és az oszlopok a fellépés sorrendjében vannak rendezve. Az utolsó három oszlopban az itt szavazó automatikus döntősök ábécésorrendben találhatók meg.

### Zsűri és telefonos szavazás külön
A teljes zsűri és nézői szavazatok átlagát külön, 2013. május 28-án hozta nyilvánosságra az EBU.
| Helyezés | Zsűri        | Átlag | Nézői szavazatok | Átlag |
| -------- | ------------ | ----- | ---------------- | ----- |
| 1.       | Málta        | 3,40  | Románia          | 4,78  |
| 2.       | Azerbajdzsán | 4,60  | Görögország      | 5,00  |
| 3.       | Görögország  | 5,55  | Azerbajdzsán     | 5,28  |
| 4.       | Norvégia     | 5,80  | Norvégia         | 5,50  |
| 5.       | Grúzia       | 6,05  | Svájc            | 7,00  |
| 6.       | Finnország   | 7,05  | Bulgária         | 7,44  |
| 7.       | Örményország | 7,15  | Málta            | 7,78  |
| 8.       | Izland       | 7,40  | Magyarország     | 8,39  |
| 9.       | Izrael       | 7,95  | Izland           | 8,61  |
| 10.      | San Marino   | 8,40  | Finnország       | 8,89  |
| 11.      | Magyarország | 8,55  | Örményország     | 9,44  |
| 12.      | Albánia      | 9,10  | San Marino       | 9,47  |
| 13.      | Románia      | 9,70  | Grúzia           | 9,89  |
| 14.      | Macedónia    | 9,75  | Izrael           | 10,67 |
| 15.      | Lettország   | 9,90  | Albánia          | 11,78 |
| 16.      | Svájc        | 10,65 | Macedónia        | 12,22 |
| 17.      | Bulgária     | 10,75 | Lettország       | 13,28 |

## Döntő
A döntőt május 18-án rendezték meg huszonhat ország részvételével. A mezőnyt a következő országok alkották:
- az első elődöntő első tíz helyezettje:  Dánia,  Oroszország,  Ukrajna,  Moldova,  Belgium,  Hollandia,  Fehéroroszország,  Írország,  Litvánia,  Észtország
- a második elődöntő első tíz helyezettje:  Azerbajdzsán,  Görögország,  Norvégia,  Málta,  Románia,  Izland,  Örményország,  Magyarország,  Finnország,  Grúzia
- a házigazda ország, egyben az előző év győztese:  Svédország
- az automatikusan döntős „Öt Nagy”:  Egyesült Királyság,  Franciaország,  Németország,  Olaszország,  Spanyolország

| #  | Ország             | Előadó                            | Dal                        | Helyezés | Pontszám |
| -- | ------------------ | --------------------------------- | -------------------------- | -------- | -------- |
| 01 | Franciaország      | Amandine Bourgeois                | L’enfer et moi             | 23.      | 14       |
| 02 | Litvánia           | Andrius Pojavis                   | Something                  | 22.      | 17       |
| 03 | Moldova            | Aliona Moon                       | O mie                      | 11.      | 71       |
| 04 | Finnország         | Krista Siegfrids                  | Marry Me                   | 24.      | 13       |
| 05 | Spanyolország      | ESDM                              | Contigo hasta el final     | 25.      | 8        |
| 06 | Belgium            | Roberto Bellarosa                 | Love Kills                 | 12.      | 71       |
| 07 | Észtország         | Birgit                            | Et uus saaks alguse        | 20.      | 19       |
| 08 | Fehéroroszország   | Alyona Lanskaya                   | Solayoh                    | 16.      | 48       |
| 09 | Málta              | Gianluca                          | Tomorrow                   | 8.       | 120      |
| 10 | Oroszország        | Dina Garipova                     | What If                    | 5.       | 174      |
| 11 | Németország        | Cascada                           | Glorious                   | 21.      | 18       |
| 12 | Örményország       | Dorians                           | Lonely Planet              | 18.      | 41       |
| 13 | Hollandia          | Anouk                             | Birds                      | 9.       | 114      |
| 14 | Románia            | Cezar                             | It’s My Life               | 13.      | 65       |
| 15 | Egyesült Királyság | Bonnie Tyler                      | Believe in Me              | 19.      | 23       |
| 16 | Svédország         | Robin Stjernberg                  | You                        | 14.      | 62       |
| 17 | Magyarország       | ByeAlex                           | Kedvesem (Zoohacker Remix) | 10.      | 84       |
| 18 | Dánia              | Emmelie de Forest                 | Only Teardrops             | 1.       | 281      |
| 19 | Izland             | Eythor Ingi                       | Ég á líf                   | 17.      | 47       |
| 20 | Azerbajdzsán       | Farid Mammadov                    | Hold Me                    | 2.       | 234      |
| 21 | Görögország        | Koza Mostra és Agathon Iakovidis  | Alcohol Is Free            | 6.       | 152      |
| 22 | Ukrajna            | Zlata Ognevich                    | Gravity                    | 3.       | 214      |
| 23 | Olaszország        | Marco Mengoni                     | L’essenziale               | 7.       | 126      |
| 24 | Norvégia           | Margaret Berger                   | I Feed You My Love         | 4.       | 191      |
| 25 | Grúzia             | Nodi Tatishvili és Sopho Gelovani | Waterfall                  | 15.      | 50       |
| 26 | Írország           | Ryan Dolan                        | Only Love Survives         | 26.      | 5        |

### Pontbejelentők
Az előző évekkel ellentétben a szavazás sorrendjét nem sorsolással döntötték el, hanem a főpróba alapján szavazó szakmai zsűrik pontjai alapján mesterségesen állították össze, hogy lehetőség szerint minél izgalmasabb legyen. A szóvivők között ezúttal is több, korábban részt vevő énekes volt: a norvég Tooji (2012), az örmény André (2006), a lett Anmary (2012), a bolgár Joanna Dragneva (a Deep Zone tagjaként, 2008), az orosz Alsou (2000) és a német Lena (2010 győztes, 2011). A magyar pontok kihirdetője Novodomszky Éva volt. A szavazás sorrendje a következőképpen alakult:
| 1. San Marino – John Kennedy O’Connor 2. Svédország – Yohio 3. Albánia – Andri Xhahu 4. Hollandia – Cornald Maas 5. Ausztria – Kati Bellowitsch 6. Egyesült Királyság – Scott Mills 7. Izrael – Ofer Nachshon 8. Szerbia – Maja Nikolić 9. Ukrajna – Matias 10. Magyarország – Novodomszky Éva 11. Románia – Sonia Argint Ionescu 12. Moldova – Olivia Furtună 13. Azerbajdzsán – Tamilla Sirinova 14. Norvégia – Tooji | 1. Örményország – André 2. Olaszország – Federica Gentile 3. Finnország – Kristiina Wheeler 4. Spanyolország – Inés Paz 5. Fehéroroszország – Darja Domracsava 6. Lettország – Anmary 7. Bulgária – Joanna Dragneva 8. Belgium – Barbara Louys 9. Oroszország – Alsou 10. Málta – Emma Hickey 11. Észtország – Rolf Roosalu 12. Németország – Lena 13. Izland – María Sigrún Hilmarsdóttir 14. Franciaország – Marine Vignes | 1. Görögország – Adriana Magania 2. Írország – Nicky Byrne 3. Dánia – Sofie Lassen-Kahlke 4. Montenegró – Ivana Sebek 5. Szlovénia – Andrea F 6. Grúzia – Liza Ciklauri 7. Macedónia – Dimitar Atanaszovszki · 8. Ciprus – Lúkasz Hámatszosz 9. Horvátország – Uršula Tolj 10. Svájc – Mélanie Freymond 11. Litvánia – Ignas Krupavičius |

### Ponttáblázat
|                    | Szavazók      | Szavazók | Szavazók | Szavazók   | Szavazók      | Szavazók | Szavazók   | Szavazók         | Szavazók | Szavazók    | Szavazók    | Szavazók     | Szavazók  | Szavazók | Szavazók           | Szavazók   | Szavazók     | Szavazók | Szavazók | Szavazók     | Szavazók    | Szavazók | Szavazók    | Szavazók | Szavazók | Szavazók | Szavazók | Szavazók  | Szavazók     | Szavazók   | Szavazók | Szavazók | Szavazók   | Szavazók   | Szavazók  | Szavazók | Szavazók | Szavazók | Szavazók | Szavazók |
| Össz               | Franciaország | Litvánia | Moldova  | Finnország | Spanyolország | Belgium  | Észtország | Fehéroroszország | Málta    | Oroszország | Németország | Örményország | Hollandia | Románia  | Egyesült Királyság | Svédország | Magyarország | Dánia    | Izland   | Azerbajdzsán | Görögország | Ukrajna  | Olaszország | Norvégia | Grúzia   | Írország | Ausztria | Szlovénia | Horvátország | Montenegró | Ciprus   | Szerbia  | Lettország | San Marino | Macedónia | Bulgária | Izrael   | Albánia  | Svájc    |          |
| ------------------ | ------------- | -------- | -------- | ---------- | ------------- | -------- | ---------- | ---------------- | -------- | ----------- | ----------- | ------------ | --------- | -------- | ------------------ | ---------- | ------------ | -------- | -------- | ------------ | ----------- | -------- | ----------- | -------- | -------- | -------- | -------- | --------- | ------------ | ---------- | -------- | -------- | ---------- | ---------- | --------- | -------- | -------- | -------- | -------- | -------- |
| Franciaország      | 14            |          |          |            |               |          |            |                  |          |             |             |              | 2         |          |                    |            |              |          |          | 2            |             |          |             |          |          |          |          |           |              |            |          | 1        |            |            | 8         | 1        |          |          |          |          |
| Litvánia           | 17            |          |          |            |               |          |            |                  | 5        |             |             |              |           |          |                    |            |              |          |          |              | 3           |          | 1           | 6        |          | 1        | 1        |           |              |            |          |          |            |            |           |          |          |          |          |          |
| Moldova            | 71            | 4        |          |            |               | 2        | 3          |                  | 4        |             | 6           |              |           |          | 12                 |            |              |          |          |              | 1           |          | 8           | 4        |          |          | 3        | 2         |              |            | 5        |          | 6          |            |           | 7        | 3        | 1        |          |          |
| Finnország         | 13            | 3        |          |            |               |          |            |                  |          |             |             | 1            |           |          |                    |            |              |          | 2        |              |             |          |             |          |          |          |          |           |              |            |          |          |            |            | 3         |          |          | 4        |          |          |
| Spanyolország      | 8             |          |          |            |               |          |            |                  |          |             |             |              |           |          |                    |            |              |          |          |              |             |          |             | 2        |          |          |          |           |              |            |          |          |            |            |           |          |          |          | 6        |          |
| Belgium            | 71            | 5        |          |            | 3             |          |            | 2                |          |             | 8           |              |           | 12       |                    | 3          | 7            | 4        | 5        |              |             |          |             |          | 3        |          | 4        | 3         | 2            |            |          |          | 3          | 2          | 5         |          |          |          |          |          |
| Észtország         | 19            |          | 3        |            | 6             |          |            |                  |          |             |             |              |           |          |                    |            |              |          |          |              |             |          |             |          |          |          |          |           |              |            |          |          |            | 10         |           |          |          |          |          |          |
| Fehéroroszország   | 48            |          | 1        | 4          |               |          |            |                  |          | 2           |             |              | 5         |          |                    |            |              |          |          |              | 7           | 1        | 12          |          |          | 5        |          |           |              |            | 3        |          |            |            |           | 5        |          | 3        |          |          |
| Málta              | 120           | 2        |          |            |               | 1        |            | 5                | 7        |             |             | 5            | 6         | 8        | 5                  | 7          |              | 8        | 4        | 5            | 8           | 3        | 2           | 10       | 10       | 3        |          |           |              |            |          | 3        |            | 5          | 10        | 3        |          |          |          |          |
| Oroszország        | 174           | 6        | 7        | 7          | 2             | 6        | 4          | 12               | 8        |             |             | 2            | 7         | 4        |                    | 10         | 5            |          | 7        | 1            |             |          | 4           |          |          | 6        | 10       |           | 10           | 6          | 7        | 5        | 8          | 12         |           | 6        | 5        | 7        |          |          |
| Németország        | 18            |          |          |            |               | 3        |            |                  |          |             |             |              |           |          |                    |            |              |          |          |              |             |          |             |          |          |          |          | 6         |              |            |          |          |            |            |           |          |          | 5        | 3        | 1        |
| Örményország       | 41            | 7        |          | 1          |               |          |            |                  | 2        | 1           | 2           |              |           |          |                    |            |              | 3        |          |              |             |          | 6           |          |          | 10       |          |           |              |            |          |          |            |            | 1         |          | 8        |          |          |          |
| Hollandia          | 114           |          | 4        |            | 8             |          | 12         | 7                |          |             | 3           |              |           |          | 2                  | 6          | 8            | 5        | 10       | 8            |             |          |             |          | 8        |          | 6        | 8         | 7            | 2          |          |          |            |            |           | 2        |          |          | 4        | 4        |
| Románia            | 65            | 1        |          | 10         |               |          |            |                  |          | 7           |             |              |           |          |                    | 4          | 4            |          |          | 6            | 6           | 10       |             | 1        | 6        |          |          | 4         |              |            | 1        |          |            |            |           |          |          |          | 5        |          |
| Egyesült Királyság | 23            |          |          |            |               | 4        |            |                  |          | 5           |             |              |           |          | 3                  |            | 1            |          |          |              |             |          |             |          |          |          | 7        |           | 1            |            |          |          |            |            |           |          |          |          |          | 2        |
| Svédország         | 62            |          |          | 5          | 4             |          | 1          | 1                |          |             |             | 3            |           | 3        |                    |            |              |          | 8        | 4            |             |          |             |          | 12       |          | 5        |           | 6            | 1          |          |          | 1          | 4          |           |          | 4        |          |          |          |
| Magyarország       | 84            |          | 5        |            | 10            |          |            | 4                |          |             |             | 12           |           | 7        |                    |            | 3            |          |          |              |             | 2        |             | 3        | 2        |          |          |           |              | 4          |          |          | 2          |            | 6         |          | 6        |          | 8        | 10       |
| Dánia              | 281           | 12       | 2        | 6          | 7             | 8        | 10         | 8                | 1        | 6           | 4           | 10           | 4         | 10       | 6                  | 12         | 10           | 10       |          | 12           | 5           | 7        | 5           | 12       | 7        | 7        | 12       | 5         | 12           | 10         | 10       | 7        | 12         | 6          |           | 12       | 2        | 8        | 1        | 3        |
| Izland             | 47            |          |          |            | 5             |          |            | 6                |          |             |             | 8            |           |          |                    | 2          | 6            | 6        | 1        |              |             |          |             |          | 4        |          |          |           | 4            |            |          |          |            |            |           |          |          |          |          | 5        |
| Azerbajdzsán       | 234           | 8        | 12       | 8          |               | 7        | 5          |                  | 10       | 12          | 12          | 4            |           | 2        | 10                 |            |              | 12       |          | 7            |             | 12       | 10          |          |          | 12       | 2        | 12        | 3            | 7          | 12       | 8        | 5          | 3          | 2         |          | 12       | 12       | 7        | 6        |
| Görögország        | 152           |          |          |            | 1             |          | 2          |                  | 6        | 4           | 10          | 6            | 8         | 1        | 7                  | 8          |              | 1        | 6        |              | 4           |          |             | 7        | 5        |          |          | 7         |              | 5          | 8        | 12       |            | 1          | 12        | 4        | 7        | 2        | 10       | 8        |
| Ukrajna            | 214           |          | 10       | 12         |               | 10       | 8          | 10               | 12       | 10          | 1           |              | 12        | 5        | 4                  | 5          |              | 7        | 3        | 3            | 12          | 8        |             | 5        | 1        | 8        | 8        | 1         |              | 12         |          | 10       | 10         | 7          |           |          | 10       | 10       |          |          |
| Olaszország        | 126           | 10       |          |            |               | 12       | 6          |                  |          | 8           |             |              | 1         |          | 1                  |            |              |          |          |              |             | 6        |             |          |          | 2        |          | 10        | 8            | 8          | 6        | 6        | 4          |            | 4         | 10       |          |          | 12       | 12       |
| Norvégia           | 191           |          | 6        | 2          | 12            | 5        | 7          | 3                | 3        | 3           | 7           | 7            | 3         | 6        | 8                  |            | 12           | 2        | 12       | 10           | 2           | 4        | 3           | 8        |          | 4        |          |           | 5            | 3          | 4        | 4        | 7          | 8          | 7         | 8        | 1        | 6        | 2        | 7        |
| Grúzia             | 50            |          | 8        | 3          |               |          |            |                  |          |             | 5           |              | 10        |          |                    |            |              |          |          |              | 10          | 5        | 7           |          |          |          |          |           |              |            | 2        |          |            |            |           |          |          |          |          |          |
| Írország           | 5             |          |          |            |               |          |            |                  |          |             |             |              |           |          |                    | 1          | 2            |          |          |              |             |          |             |          |          |          |          |           |              |            |          | 2        |            |            |           |          |          |          |          |          |

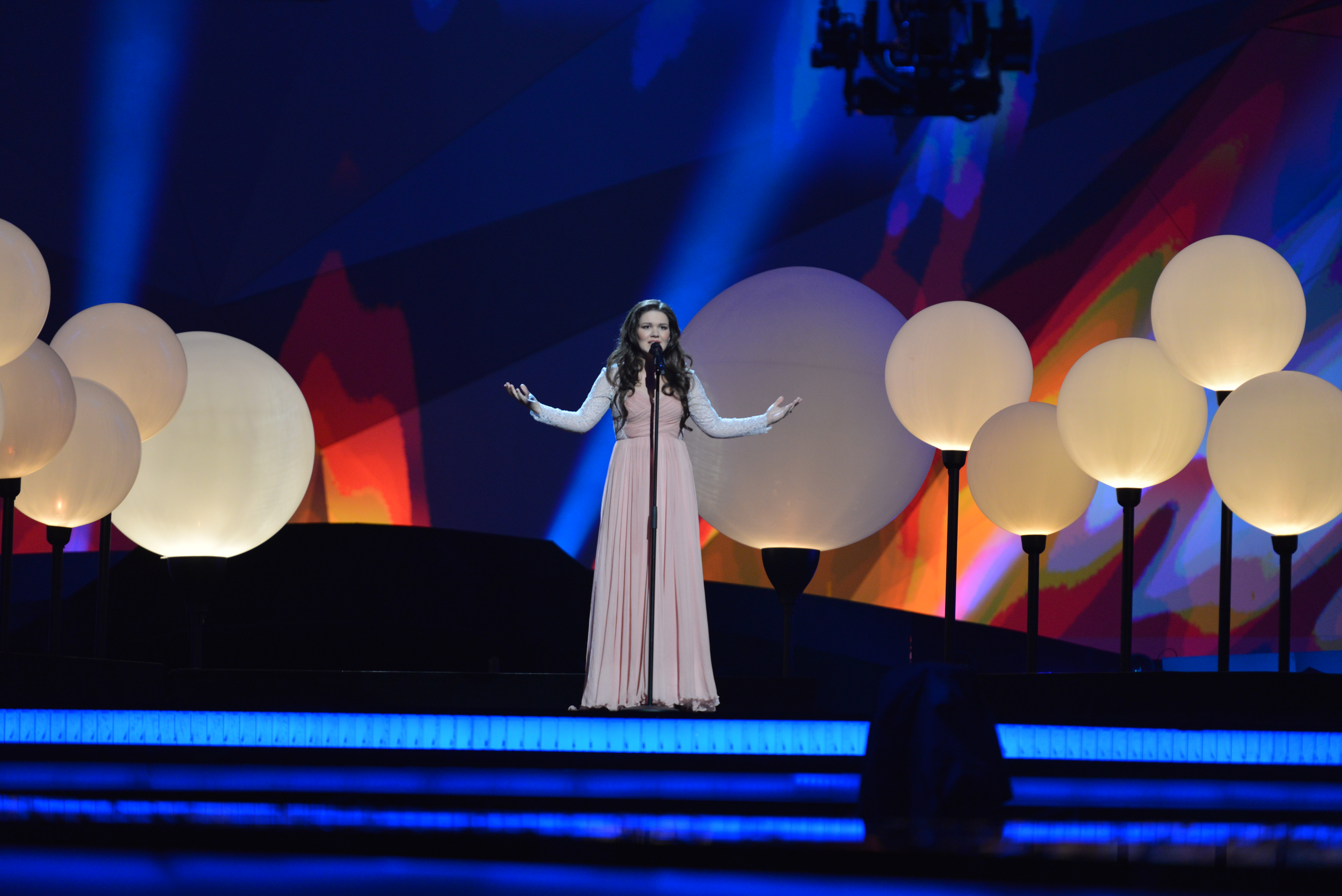
Dina Garipova

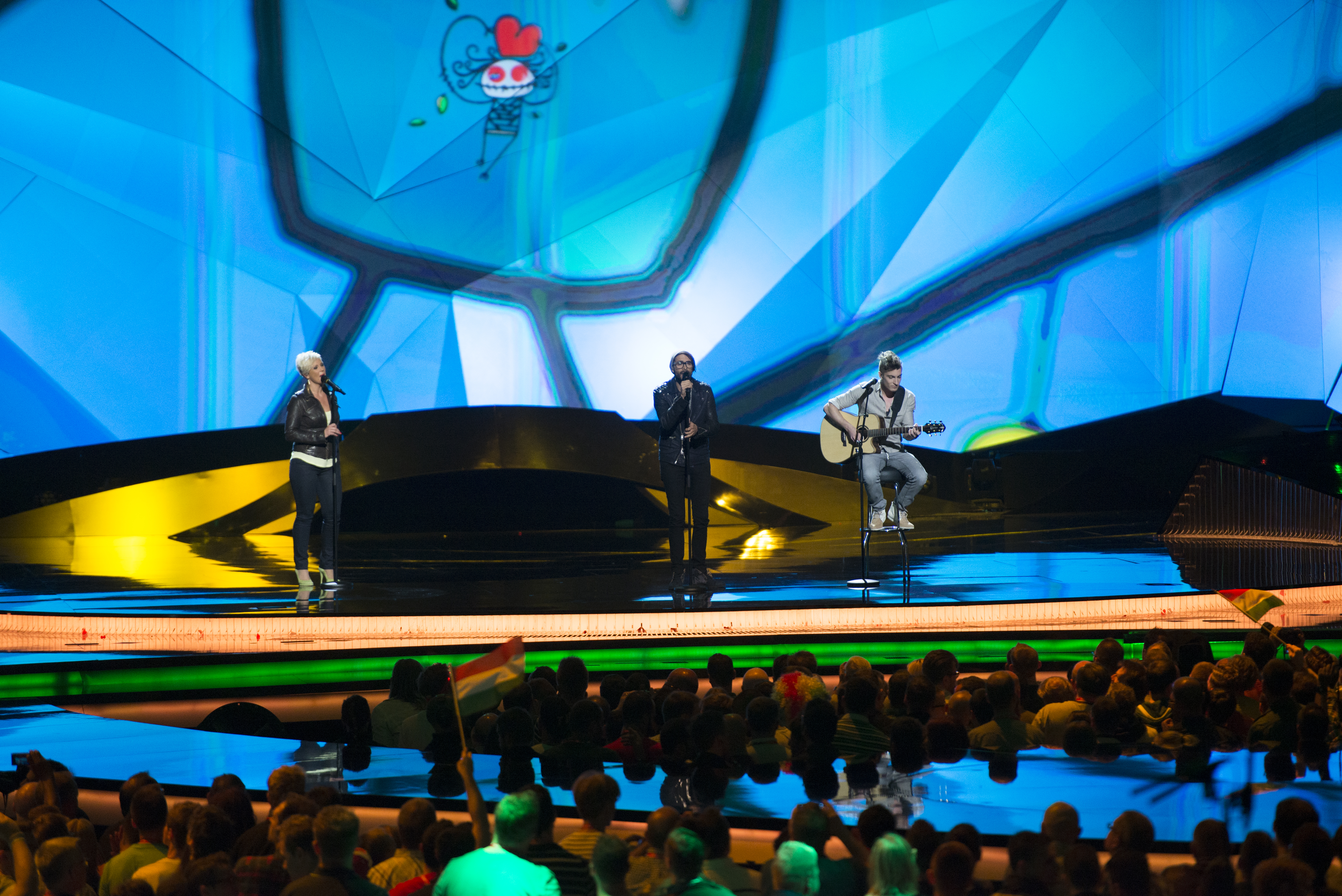
ByeAlex

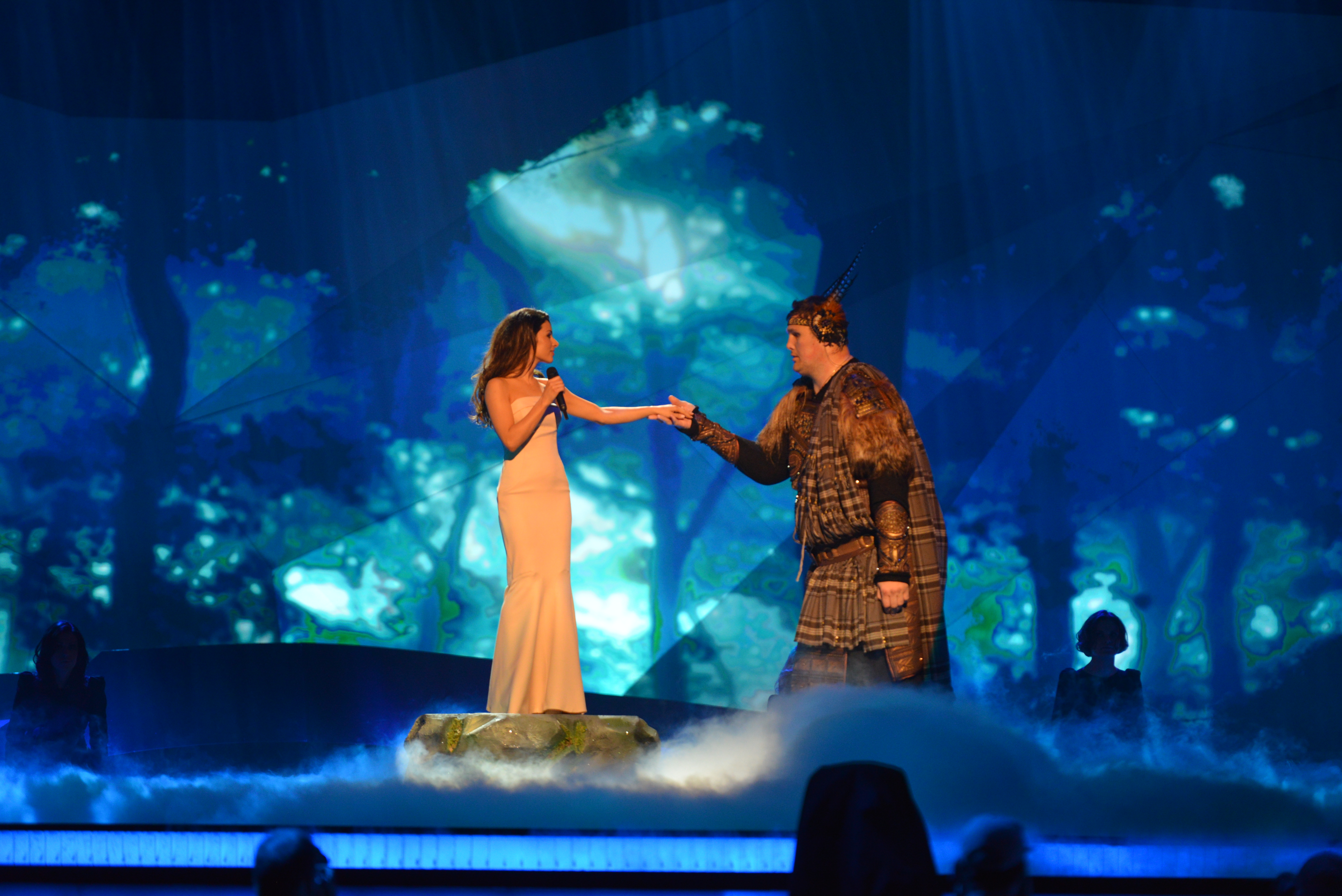
Zlata Ognevich

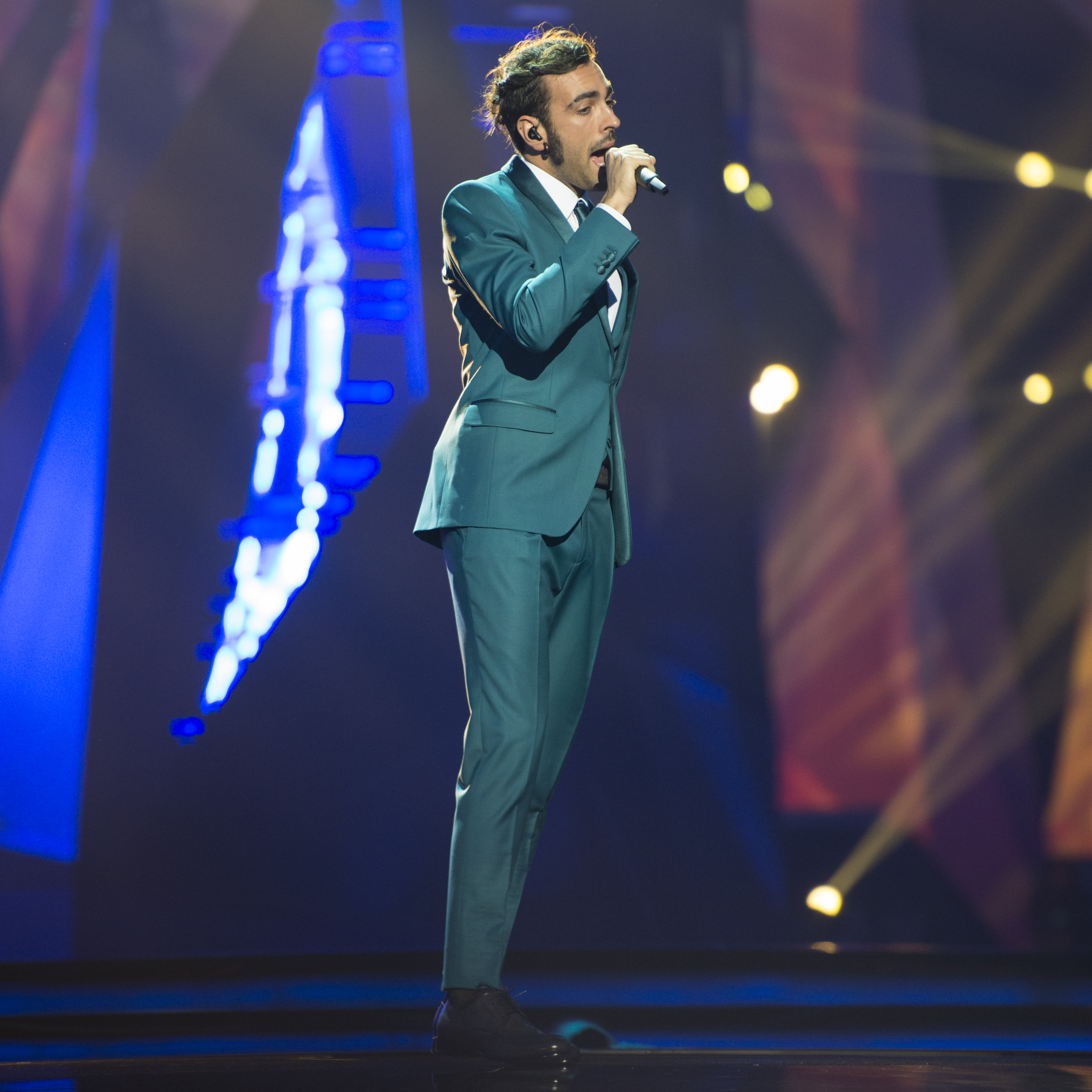
Marco Mengoni

A sorok a fellépés, az oszlopok előbb a döntősök, majd az elődöntőben kiesettek fellépési sorrendjében vannak rendezve.

### Zsűri és telefonos szavazás külön
A teljes zsűri és nézői szavazatok átlagát külön, 2013. május 28-án hozta nyilvánosságra az EBU.
| Helyezés | Zsűri              | Átlag | Nézői szavazatok   | Átlag |
| -------- | ------------------ | ----- | ------------------ | ----- |
| 1.       | Dánia              | 6,23  | Dánia              | 4,97  |
| 2.       | Azerbajdzsán       | 7,77  | Ukrajna            | 5,66  |
| 3.       | Svédország         | 8,05  | Azerbajdzsán       | 5,86  |
| 4.       | Norvégia           | 8,23  | Görögország        | 6,00  |
| 5.       | Moldova            | 8,69  | Oroszország        | 6,84  |
| 6.       | Ukrajna            | 8,74  | Norvégia           | 7,14  |
| 7.       | Hollandia          | 9,05  | Románia            | 7,49  |
| 8.       | Olaszország        | 9,46  | Magyarország       | 8,19  |
| 9.       | Málta              | 9,54  | Málta              | 10,97 |
| 10.      | Oroszország        | 9,67  | Hollandia          | 11,70 |
| 11.      | Belgium            | 9,92  | Olaszország        | 11,70 |
| 12.      | Franciaország      | 10,95 | Izland             | 13,05 |
| 13.      | Grúzia             | 12,10 | Fehéroroszország   | 14,11 |
| 14.      | Görögország        | 12,28 | Írország           | 14,62 |
| 15.      | Egyesült Királyság | 12,46 | Örményország       | 15,11 |
| 16.      | Észtország         | 13,41 | Németország        | 15,81 |
| 17.      | Izland             | 13,44 | Belgium            | 16,03 |
| 18.      | Finnország         | 13,77 | Svédország         | 16,19 |
| 19.      | Örményország       | 14,44 | Moldova            | 16,57 |
| 20.      | Németország        | 15,44 | Finnország         | 16,68 |
| 21.      | Magyarország       | 15,59 | Litvánia           | 16,73 |
| 22.      | Fehéroroszország   | 16,15 | Egyesült Királyság | 17,03 |
| 23.      | Írország           | 16,21 | Grúzia             | 17,08 |
| 24.      | Románia            | 17,82 | Észtország         | 19,59 |
| 25.      | Litvánia           | 17,95 | Franciaország      | 21,68 |
| 26.      | Spanyolország      | 19,64 | Spanyolország      | 22,92 |

### 12 pontos országok
Az alábbi országok kaptak 12 pontot a döntőben:
| Darab | Jutalmazott ország | Szavazó ország                                                                                          |
| ----- | ------------------ | --- |
| 10    | Azerbajdzsán       | Ausztria, Bulgária, Görögország, Grúzia, Izrael, Litvánia, Magyarország, Málta, Montenegró, Oroszország |
| 8     | Dánia              | Egyesült Királyság, Macedónia, Franciaország, Írország, Izland, Olaszország, Szerbia, Szlovénia         |
| 5     | Ukrajna            | Azerbajdzsán, Fehéroroszország, Horvátország, Moldova, Örményország                                     |
| 3     | Norvégia           | Dánia, Finnország, Svédország                                                                           |
| 3     | Olaszország        | Albánia, Spanyolország, Svájc                                                                           |
| 2     | Görögország        | Ciprus, San Marino                                                                                      |
| 2     | Oroszország        | Észtország, Lettország                                                                                  |
| 1     | Belgium            | Hollandia                                                                                               |
| 1     | Fehéroroszország   | Ukrajna                                                                                                 |
| 1     | Hollandia          | Belgium                                                                                                 |
| 1     | Magyarország       | Németország                                                                                             |
| 1     | Moldova            | Románia                                                                                                 |
| 1     | Svédország         | Norvégia                                                                                                |

A huszonhat döntős ország közül tizenhárom (50%) kapott minimum egyszer tizenkét pontot, és tizenhárom (50%) maradt legmagasabb pontszám nélkül.

## Nemzetközi közvetítések
| Ország              | Kommentátor | Közvetítés                                | Közvetítés                                | Közvetítés                                |
| Ország              | Kommentátor | Első elődöntő                             | Második elődöntő                          | Döntő                                     |
| ------------------- | --- | ----------------------------------------- | ----------------------------------------- | ----------------------------------------- |
| Albánia             | Andri Xhahu | TVSH, TVSH 2, RTSH Muzikë, RTSH HD        | TVSH, TVSH 2, RTSH Muzikë, RTSH HD        | TVSH, TVSH 2, RTSH Muzikë, RTSH HD        |
| Ausztrália          | Julia Zemiro és Sam Pang | SBS 1 (élőben és felvételről is)          | SBS 1 (élőben és felvételről is)          | SBS 1 (élőben és felvételről is)          |
| Ausztria            | Andi Knoll | ORF 1                                     | ORF 1                                     | ORF 1                                     |
| Azerbajdzsán        | N/A | İTV                                       | İTV                                       | İTV                                       |
| Belgium             | André Vermeulen és Tom De Cock (hollandul) | één, Radio 2                              | één, Radio 2                              | één, Radio 2                              |
| Belgium             | Maureen Louys és Jean-Louis Lahaye (franciául) | La Une                                    | La Une                                    | La Une                                    |
| Bosznia-Hercegovina | Dejan Kukrić | BHT 1, BH Radio 1                         | BHT 1, BH Radio 1                         | BHT 1, BH Radio 1                         |
| Bulgária            | N/A | BNT 1                                     | BNT 1                                     | BNT 1                                     |
| Ciprus              | Melina Karageorgiu | RIK 1, RIK Trito                          | RIK 1, RIK Trito                          | RIK 1, RIK Trito                          |
| Dánia               | Ole Tøpholm | DR1                                       | DR1                                       | DR1                                       |
| Egyesült Királyság  | Scott Mills és Ana Matronic (elődöntők); Graham Norton (döntő) (televízió)                                                                                       | BBC Three                                 | BBC Three                                 | BBC One                                   |
| Egyesült Királyság  | Ken Bruce (rádió) | Nem volt közvetítés                       | Nem volt közvetítés                       | BBC Radio 2                               |
| Észak-Macedónia     | Karolina Petkovska | MRT 1                                     | MRT 1                                     | MRT 1                                     |
| Észtország          | Marko Reikop (televízió) | ETV                                       | ETV                                       | ETV                                       |
| Észtország          | Mart Juur és Andrus Kivirähk (rádió) | Raadio 2                                  | Nem volt közvetítés                       | Raadio 2                                  |
| Fehéroroszország    | Evgeny Perlin | Belarus-1, Belarus-24                     | Belarus-1, Belarus-24                     | Belarus-1, Belarus-24                     |
| Finnország          | Aino Töllinen és Juuso Mäkilähde (televízió; finnül) | Yle TV1                                   | Yle TV1                                   | Yle TV1                                   |
| Finnország          | Eva Frantz és Johan Lindroos (televízió; svédül) | Yle TV2                                   | Yle TV2                                   | Yle TV2                                   |
| Finnország          | Sanna Kojo és Jorma Hietamäki (rádió; finnül) | Yle Radio Suomi                           | Yle Radio Suomi                           | Yle Radio Suomi                           |
| Finnország          | Eva Frantz és Johan Lindroos (rádió; svédül) | Yle Radio Vega                            | Yle Radio Vega                            | Yle Radio Vega                            |
| Franciaország       | Audrey Chauveau és Bruno Berberes (második elődöntő) Cyril Féraud és Mireille Dumas (döntő)                                                                      | Nem volt közvetítés                       | France Ô                                  | France 3                                  |
| Görögország         | Maria Kozaku és Giorgosz Kaputzidisz | NET, ERT HD                               | NET, ERT HD                               | NET, ERT HD                               |
| Grúzia              | Temo Kvirkvelia | 1TV                                       | 1TV                                       | 1TV                                       |
| Hollandia           | Jan Smit és Daniël Dekker | Nederland 1, BVN                          | Nederland 1, BVN                          | Nederland 1, BVN                          |
| Horvátország        | Duško Ćurlić (televízió) | HRT 2                                     | HRT 2                                     | HRT 1                                     |
| Horvátország        | Robert Urlić (rádió) | HR2                                       | Nem volt közvetítés                       | HR2                                       |
| Írország            | Marty Whelan (televízió) | RTÉ Two                                   | RTÉ Two                                   | RTÉ One                                   |
| Írország            | Shay Byrne és Zbyszek Zalinski (rádió) | RTÉ Radio 1                               | Nem volt közvetítés                       | RTÉ Radio 1                               |
| Izland              | Felix Bergsson | RÚV, Rás 2                                | RÚV, Rás 2                                | RÚV, Rás 2                                |
| Izrael              | Héber és arab nyelvű feliratozás (televízió) | Channel 1, Channel 33                     | Channel 1, Channel 33                     | Channel 1, Channel 33                     |
| Izrael              | Ofer Nachshon és Kobi Oshrat (első elődöntő) Amit Kotler, Kobi Oshrat és Yuval Caspin (második elődöntő) Ron Levinthal, Kobi Oshrat és Yhaloma Bat Porat (döntő) | 88 FM                                     | 88 FM                                     | 88 FM                                     |
| Kazahsztán          | Roman Raifeld és Kaldibek Zsajszanbaj | El Arna                                   | El Arna                                   | El Arna                                   |
| Kína                | Kommentár nélkül | CCTV-15 (felvételről, 2013. október 3-5.) | CCTV-15 (felvételről, 2013. október 3-5.) | CCTV-15 (felvételről, 2013. október 3-5.) |
| Lettország          | Valters Frīdenbergs (összes műsor) és Kārlis Būmeistars (döntő)                                                                                                  | LTV1                                      | LTV1                                      | LTV1                                      |
| Litvánia            | Darius Užkuraitis | LRT1, LRT Radijas                         | LRT1, LRT Radijas                         | LRT1, LRT Radijas                         |
| Magyarország        | Gundel Takács Gábor | M1                                        | M1                                        | M1                                        |
| Málta               | Gordon Bonello és Rodney Gauci | TVM, TVM HD                               | TVM, TVM HD                               | TVM, TVM HD                               |
| Moldova             | Lidia Scarlat | Moldova 1, Radio Moldova                  | Moldova 1, Radio Moldova                  | Moldova 1, Radio Moldova                  |
| Montenegró          | Dražen Bauković és Tamara Ivanković (televízió) | RTCG 1                                    | RTCG 1                                    | RTCG 1                                    |
| Montenegró          | Sonja Savović és Sanja Pejović (rádió) | Radio Crne Gore, Radio 98                 | Radio Crne Gore, Radio 98                 | Radio Crne Gore, Radio 98                 |
| Németország         | Peter Urban | EinsFestival, NDR (felvételről)           | EinsFestival, NDR (felvételről)           | Das Erste (élőben)                        |
| Németország         | Peter Urban | Nem volt közvetítés                       | Phoenix (élőben)                          | Das Erste (élőben)                        |
| Norvégia            | Olav Viksmo Slettan | NRK1                                      | NRK1                                      | NRK1                                      |
| Norvégia            | Ronny Brede Aase, Silje Therese Reiten Nordnes és Yngve Hustad Reite                                                                                             | Nem volt közvetítés                       | Nem volt közvetítés                       | NRK3                                      |
| Olaszország         | Federica Gentile (első elődöntő) Filippo Solibello, Marco Ardemagni és Natascha Lusenti (döntő)                                                                  | Rai 5                                     | Nem volt közvetítés                       | Rai 2, Rai HD                             |
| Oroszország         | Jana Csurikova és Jurij Akszjuta | Pervij Kanal                              | Pervij Kanal                              | Pervij Kanal                              |
| Örményország        | André és Arevik Udumyan | H1                                        | H1                                        | H1                                        |
| Portugália          | Sílvia Alberto | RTP1 (felvételről)                        | RTP1 (felvételről)                        | RTP1 (élőben)                             |
| Románia             | Liana Stanciu | TVR1                                      | TVR1                                      | TVR1                                      |
| San Marino          | Lia Fiorio és Gigi Restivo | SMtv San Marino, Radio San Marino         | SMtv San Marino, Radio San Marino         | SMtv San Marino, Radio San Marino         |
| Spanyolország       | José María Íñigo | Nem volt közvetítés                       | La 2                                      | La 1, TVE HD                              |
| Svájc               | Sven Epiney (németül) | SRF zwei                                  | SRF zwei                                  | SRF eins                                  |
| Svájc               | Alessandro Bertoglio (olaszul) | Nem volt közvetítés                       | RSI La 2                                  | RSI La 1                                  |
| Svájc               | Jean-Marc Richard és Nicolas Tanner (franciául) | Nem volt közvetítés                       | RTS Deux                                  | RTS Deux                                  |
| Svédország          | Josefine Sundström (televízió) | STV1                                      | STV1                                      | STV1                                      |
| Svédország          | Ronnie Ritterland (elődöntők), Björn Kjellman (döntő) és Carolina Norén (összes műsor) (rádió)                                                                   | SR P4                                     | SR P4                                     | SR P4                                     |
| Szerbia             | Duška Vučinić (első elődöntő) Marina Nikolić (második elődöntő) Silvana Grujić (döntő)                                                                           | RTS 1                                     | RTS 1                                     | RTS 2                                     |
| Szlovénia           | Andrej Hofer | RTV SLO2                                  | RTV SLO2                                  | RTV SLO1                                  |
| Ukrajna             | Timur Mirosnicsenko és Tetjana Tyerehova | Pershyi Natsionalnyi                      | Pershyi Natsionalnyi                      | Pershyi Natsionalnyi                      |
| Ukrajna             | Olena Zelincsenko | Radio Ukraine                             | Radio Ukraine                             | Radio Ukraine                             |

Megjegyzés: Az egyes országok televíziócsatornái illetve rádiói alapesetben élőben közvetítették a dalfesztivált. Ez néhány esetben elérhet, mely a fenti táblázatban is fel van tüntetve.

## Nézettség
A 4+-os adatok a teljes lakosságra, a 18–49-es adatok a célközönségre vonatkoznak.
A műsor magyarországi nézettsége:
|                      | Sugárzás                                 | M1                  | M1                  | M1           | M1   | Forrás        |
| Teljes lakosság (4+) | Teljes lakosság (4+)                     | Célközönség (18–49) | Célközönség (18–49) |              |      | Forrás        |
| AMR                  | Sugárzás                                 | Arány (SHR%)        | AMR                 | Arány (SHR%) |      | Forrás        |
| -------------------- | ---------------------------------------- | ------------------- | ------------------- | ------------ | ---- | ------------- |
| Elővízió             | 2013. május 14., kedd 20:15 – 21:00      | 416 000             | 8,6                 | 89 000       | 5    | [ 72 ]        |
| Első elődöntő        | 2013. május 14., kedd 21:00 – 23:00      | 442 000             | 11,1                | 165 000      | 9,8  | [ 73 ]        |
| Elővízió             | 2013. május 16., csütörtök 20:15 – 21:00 | 532 000             | 11,3                | 127 000      | 7,3  | [ 72 ]        |
| Második elődöntő     | 2013. május 16., csütörtök 21:00 – 23:00 | 803 000             | 19,5                | 318 000      | 18,3 | [ 74 ]        |
| Elővízió             | 2013. május 18., szombat 20:15 – 21:00   | 379 000             | 9,1                 | 103 000      | 6,8  | [ 72 ]        |
| Döntő                | 2013. május 18., szombat 21:00 – 0:30    | 1 133 000           | 32,6                | 477 000      | 31,4 | [ 75 ] [ 76 ] |

## Térkép

A döntő résztvevői
Az elődöntőkben kiesett országok
Országok, melyek korábban részt vettek, de ebben az évben nem